# Liste von Karosserieherstellern
Die Liste von Karosserieherstellern führt Unternehmen auf, die Automobilkarosserien hergestellt haben oder herstellen, geordnet nach deren Markennamen.

## Kriterien für die Aufnahme in die Liste
Die Liste enthält ausschließlich Hersteller, die
1. komplette Automobilkarosserien für Personenwagen in Handarbeit als Einzelstücke („Sonderkarosserien“) oder in Kleinserie
2. komplette Automobilkarosserien für Personenwagen in industrieller (Groß-)Serie
3. Komplettumbauten von Personenwagen (z. B. Umbau von Limousinen in Kombis)
4. Designstudien für Personenwagen

herstellen oder hergestellt haben.
Sie enthält ausdrücklich keine
1. internen Designabteilungen der Automobilhersteller
2. Designer als Einzelpersonen (dazu ist eine eigene Liste in Vorbereitung)
3. ausschließlich im Nutzfahrzeugbereich tätige Unternehmen ohne (ehemaligen) Pkw-Bereich. Diese werden in der Liste von Nutzfahrzeugherstellern aufgeführt.
4. Ausstatter
5. (optische) Tuner
6. ausschließliche Hersteller von „Professional Cars“ (Krankenwagen aller Art, Einsatzfahrzeuge für Polizei, Feuerwehr usw., Bestattungsfahrzeuge und Stretch-Limousinen (dazu ist eine eigene Liste in Vorbereitung; auf Nutzfahrzeugbasis vgl. Liste von Nutzfahrzeugherstellern))

Tuner und Veredler befindet sich in der Liste von Tuningunternehmen.

## Erklärung zu den einzelnen Spalten
- In der Spalte Markenname steht der Markenname. Sofern die Marke relevant erscheint, ist der Name verlinkt; sonst nicht.
- In der Spalte Staat steht der Staat, in dem der Hersteller der Marke seinen Firmensitz hat oder hatte. Falls der Hersteller aufgrund von staatspolitischen Veränderungen seinen Sitz nacheinander in verschiedenen Staaten hatte, so gibt es für jeden Staat einen eigenen Eintrag, damit die Sortierung nach Staat funktioniert. In dieser Spalte gibt es keine Links. Das Kürzel UK steht für das Vereinigte Königreich Großbritannien und Nordirland.
- In der Spalte Ort steht der letzte Firmensitz als Karosseriehersteller. Im Fall von USA kann das Kürzel für den Bundesstaat hinter dem Ort stehen, ohne Abtrennung durch ein Komma. In dieser Spalte gibt es keine Links.
- In der Spalte Kurzbeschreibung befinden sich Anmerkungen zur aktiven Zeit, Sonder- oder Serienkarosseriebau, verwendeten Fahrgestellen (in Klammern) sowie einige Einträge mit der englischen Schreibweise des Markennamens, sofern er aus der russischen Sprache ins Englische übersetzt anders lautet. Links sind in dieser Spalte zumeist unerwünscht. Sie ergeben allenfalls dann einen Sinn, wenn noch kein Artikel zur Marke existiert, aber ein Artikel zu einem einzelnen Modell.

## Inhaltliche Erläuterungen
- „Subunternehmer“ bedeutet, dass Serienkarosserien hergestellt wurden, die unter dem Namen des auftraggebenden Karossiers erschienen. In der Regel überbrückten diese so eigene Kapazitätsengpässe
- „In The White“ bedeutet, dass grundierte Rohkarosserien ohne Innenausstattung und Beschläge an den auftraggebenden Autobauer geliefert wurden.

## Tabelle
| Markenname                                | Staat            | Ort                                          | Kurzbeschreibung |
| ----------------------------------------- | ---------------- | -------------------------------------------- | --- |
| A…                                        |                  |                                              | |
| Abbey Coachworks                          | UK               | London, Hanwell                              | 1934–ca. 1939; Abspaltung der Arthur P. Compton Ltd.; kleinere Serien (Ford UK und USA, MG, Morris, Railton, Rover, Vauxhall, Wolseley); 1937 umbenannt in Wingham Martin Walter (Daimler, Delahaye, Vauxhall); kein bekannter Bezug zur Abbey Panel and Sheet Metal Company. |
| Abbey Panels                              | UK               | Coventry                                     | ab 1941; anfänglich The Abbey Panel & Sheet Metal Co., später Abbey Panels; bedeutender Zulieferer der Automobilindustrie; Kleinserien (Healey Silverstone, Marauder, Jaguar XJ220); Entwicklung und Bau von Prototypen, ferner Herstellung von Karosserieteilen (Jaguar E-Type); kein Bezug zu Abbey Coachworks |
| Abbott of Farnham                         | UK               | Farnham, Surrey                              | 1929–1972; Sonderkarosserien (Bentley, Rolls-Royce), Werkskarosserien (Bristol, Healey), Kombi-Umbauten (Ford UK) |
| Abresch                                   | USA              | Milwaukee WI                                 | 1871–1965. Kleinserienkarosserien (Abresch, Fawick/Silent Sioux, Ford, Great Western, Kissel, Mitchell), Nutzfahrzeugaufbauten (Abresch-Cramer, Atterbury, Diamond T, F.W.D., Kissel, Sterling, White); Konzessionär für Hercules-Aufbauten, Seitenwagen für Harley-Davidson bis 1966. |
| ACC                                       | USA              | Beverly Hills CA                             | Cabriolet-Konversionen, Stretchlimousinen, Verkürzungen, Sonderwünsche; nicht zu verwechseln mit dem ehemaligen Hersteller von Ambulanzen und Bestattungsfahrzeugen Automotive Conversion Corporation (ACC, Amblewagon) |
| Acme                                      | USA              | Rahway NJ                                    | Die Acme Veneer & Body Co. war ein Kleinserienhersteller, über den wenig bekannt ist. Belegt sind Taxi-Landaulets und möglicherweise weitere Aufbauten für Croxton-Keeton vor dem Ersten Weltkrieg. |
| Akkermans                                 | Niederlande      | Oud Gastel                                   | seit 1811; Sonderkarosserien (Delahaye, DKW, VW); heute Aufbauten für Armee, Nutz- und Sonderfahrzeuge (Ambulanzen, Polizei) |
| Ala d’Oro                                 | Italien          | Reggio nell’Emilia                           | 1947–1949. Ableger des Flugzeugherstellers Reggiane. Primär Rückbauten von Militärfahrzeugen in zivile Nutzfahrzeuge, daneben einzelne Renn- und Sportwagenkarosserien für Ermini, Maserati und Stanguellini. |
| Albany                                    | UK               | London                                       | ca. 1920–1930; Weymann-Karosserien für Alvis und Lancia in Kleinserie |
| Allegretti e Gentilini                    | Italien          | Modena                                       | 1958–1963; Karosserien für Rennsportwagen, vor allem Maserati. |
| Allemano                                  | Italien          | Turin                                        | 1928–1965; Sonderkarosserien (Abarth, Aston Martin, Ferrari, FIAT, Lancia, Maserati, Panhard) |
| Allwheather Motor Bodies                  | UK               | London, Kilburn                              | 1931 oder 1935–1955; Sonderkarosserien (Rolls-Royce), teilweise parallel mit Muttergesellschaft Gill (–1935) |
| Alpe & Saunders                           | UK               | London, Mayfair                              | 1937–nach 1953; Sonderkarosserien; Spezialist für Chauffeur-Limousinen und Landaulets, Bestattungsfahrzeuge; Nachfolger G.Wylder & Co. |
| Ambi-Budd                                 | Deutschland      | Berlin-Johannisthal                          | 1926–1945 Großserienbau (Adler, BMW, Cyklon, Ford, Hanomag, Horch, NSU, Opel); auch Rüstung; Joint-Venture von Budd und den Arthur Müller Bauten und Industriewerken |
| American Quality Coach                    | USA              | Blytheville AR                               | 1967–1970; Kleinserienbau (Flughafenlimousine AQC Jetway 707, Stretch-Limousinen, Bestattungsfahrzeuge, Krankenwagen) |
| F.A Ames Body Co.                         | USA              | Owensboro KY                                 | Automobilbau 1910–1915; Karosseriebau bis 1925 (Ersatzkarosserien für Ford T; Möbelhersteller bis 1970) |
| Anderson                                  | USA              | Sidney OH                                    | 1905–1931; Sonderkarosserien, Serienkarosserien (Bimel, Elco, Hudson, Lincoln); 1931–1957 Bus-Aufbauten Beck |
| Anet                                      | Frankreich       |                                              | Sonderkarosserien (Talbot-Lago) |
| Antem                                     | Frankreich       | Courbevoie-sur-Seine                         | 1919–1955; Kleinserien (Ariès, La Licorne), Sonderkarosserien (Bentley, Bugatti, Delahaye) |
| AP Metalcraft                             | UK               | Coventry                                     | 1938–? (1950er Jahre); Kleinserien für Lea-Francis (Woodies) und Alvis (TB14 und TB21) |
| Arnold                                    | UK               | London                                       | Sonderkarosserien (Alvis, Armstrong-Siddeley, Bentley, Crossley, Minerva, Rolls-Royce, Singer, Talbot) |
| Arnold                                    | UK               | Manchester                                   | ca. 1910–1948; Sonderkarosserien (Bentley, Daimler UK, Hispano-Suiza, Humber, Lanchester, Rolls-Royce, Standard, Sunbeam) Spezialität „Arnaulet“ Landaulets |
| Arrow Coachwork                           | UK               | London, Hanwell                              | 1929–1934; Markenname des Arrow Coupé auf div. leichten Chassis. Vgl. Arthur P. Compton Ltd. |
| Atcherley                                 | UK               | Birmingham                                   | 1922–1946; Werkskarosserien für Brough Superior und Railton; Sonderkarosserien (Alfa Romeo, Aston Martin, Bentley, Daimler, Hotchkiss, (Weyman-)Humber, Invicta, Lanchester, Minerva, Rolls-Royce) |
| Atkinson & Philipson                      | UK               | Newcastle upon Tyne                          | 1774/1840–1916; Wagenbauer; Postkutschen, Eisenbahnwaggons; 1897 eigener Dampfwagen (Vgl. auch Toward & Philipson) |
| Aubertin                                  | Frankreich       | Levallois-Perret                             | Sonderkarosserien, evtl. Kleinserien (De Dion-Bouton, Georges Irat) |
| Audineau                                  | Frankreich       | Neuilly-sur-Seine                            | 1899–1920, danach Ansart-Audineau |
| Autenrieth                                | Deutschland      | Darmstadt                                    | Sonderkarosserien (Adler, Audi, Horch, Maybach, Mercedes-Benz, Opel, Röhr, NSU), Kleinserien (BMW, Borgward, Citroën, VW/KdF) |
| Autobineau                                | Frankreich       | Neuilly-sur-Seine                            | 1925–1972; Tochterunternehmen des Karosseriebauers Letourneur et Marchand für Kleinserien (Delage, Delahaye) bis 1952; danach Führerkabinen für UNIC-Lkw |
| Autocars and Accessories (A. and A.)      | UK               | London                                       | 1904–1907; Aufbauten für Personenwagen- und vor allem kleine Transporter und Lieferwagen; Basis (Chassis und Motor): diverse, insbesondere Rover, Starling und französische Hersteller; Eigenprodukt: Auto-Carrier (Dreiradtransporter); Ausgangspunkt für die Automobilmarke AC |
| Autocostruzioni S.D.                      | Italien          | Nichelino                                    | Alternativbezeichnung: Diomante. Ab 1968; Prototypenbau, Karosserieumbauten, Restaurierungen; enge Verbindung zu Bizzarrini: Hersteller einiger Bizzarrini-Aufbauten |
| Autodromo Modena                          | Italien          | Modena                                       | 1949–2003; anfänglich Einzelstücke für Ferrari und OSCA, ab den 1960er Jahren ausschließlich Busse und andere Nutzfahrzeuge |
| Avon Motor Body Company                   | UK               | Warwick                                      | 1919–1922; Kleinserien (Hampton, Lea-Francis, Standard); reorganisiert als New Avon Body Company |
| Avon Motor Bodies                         | UK               | Warwick                                      | 1937–1973; Nachfolger der New Avon Body Company; Kleinserien (Hillman, Lea-Francis, Triumph) sowie Nutzfahrzeugkarosserien bis ca. 1950, danach Reparaturen und Herstellung von Bestattungsfahrzeugen |
| B…                                        |                  |                                              | |
| Babcock                                   | USA              | Watertown NY                                 | 1845–1928; Aufbauten für leichte Nutzfahrzeuge (Dodge, Ford, GMC, Oldsmobile, Reo, White); Ambulanzen, Bestattungsfahrzeuge, Depot Hacks |
| Balbo                                     | Italien          | Turin                                        | 1914–1954; Serienkarosserien und Kleinserien (Alfa Romeo, FIAT) |
| Baker Raulang                             | USA              | Cleveland OH                                 | auch Baker, Rauch & Lang; seit 1915, entstanden aus Fusion von Baker Electric und Rauch & Lang Serienkarosserien (Baker Raulang, Owen Magnetic, Stevens-Duryea, Ford); 1915/1916 Baker-Raulang Electric. Einer der Lieferanten von Ford-„Woody“-Station-Wagon-Aufbauten; Karosseriebau verkauft an Stevens-Duryea; heute Geräte und Fahrzeuge zum Warentransport im Werksverkehr. |
| Barker                                    | UK               | London, Shepherd’s Bush                      | 1710–1954; 110 Jahre Hoflieferant vor dem Karosseriebau, Alleinlieferant für Rolls-Royce in deren frühen Jahren; Sonderkarosserien (Bentley, Daimler UK, Lanchester, Rolls-Royce); Erfinder des Barrel Side Tourer; 1938 übernommen von Hooper |
| Batley Coachworks                         | UK               | Newcastle                                    | Sonderkarosserien, Nutzfahrzeugaufbauten |
| Barou                                     | Frankreich       |                                              | Sonderkarosserien (1949 Talbot-Lago T26 Grand Sport Coupé, Jaguar XK 120 Coupé) |
| Baur                                      | Deutschland      | Stuttgart                                    | Serienkarosserien |
| Baxter-Gallé                              | Frankreich       | Paris                                        | Sonderkarosserien (Bugatti, Hispano-Suiza) |
| BBM                                       | Italien          | Modena                                       | 1963–1966; Prototypen und Kleinserien für De Tomaso und Bizzarrini |
| Beadle                                    | UK               | Dartford, Kent                               | 1899–?; gehörte zeitweilig der Rootes-Gruppe; Sonder- resp. Serienkarosserien (Austin Sheerline, Delage, Minerva, Morris, Packard, Renault, Stutz, Talbot) auch Nutzfahrzeuge |
| Beal                                      | UK               | York                                         | J.C. Beal; ca. 1920–1924; Sonderkarosserien (Delage) |
| Beccaris                                  | Italien          | Turin                                        | 1938–1962: Karosserien und Einzelteile insbes. für größere Karosseriebauunternehmen; ab 1960 für Abarth (insb. 1000 Bialbero, Monomille, 1300 GT und 2000 GT) |
| Bellamore                                 | USA              | New York NY                                  | 1910–1913; Hersteller von gepanzerten Aufbauten für Geldtransporter; übernahm Bridgeport und baute dort wahrscheinlich deren Werkskarosserien für Locomobile weiter; übernommen von Blue Ribbon |
| Bellevallette                             | Frankreich       | Neuilly                                      | 1892–1933. Alfred Bellevallette stammte aus eine Dynastie von Kutschenbauern, die 1804 mit Jean Baptiste Belvallette in Boulogne begann. Alfred ist wahrscheinlich der einzige, der Automobilaufbauten fertigte. Sonderkarosserien (Hispano-Suiza, Panhard & Levasseur); Serienfertigung des Personenanhängers für De Dion-Bouton Motordreiräder, Serienkarosserien (De Dion-Bouton); 1925 Übernahme von Mühlbacher |
| Bender                                    | USA              | Cleveland OH                                 | auch Bender & Robinson, 1919–1941; überwiegend Hersteller von Buskarosserien; bis in die 1920er Jahre auch Sonder- und Serienkarosserien (Duesenberg, Reo, Singer, White); Ambulanzem, Bestattungsfahrzeuge (Studebaker), Bender Travel Mansion Wohnmobil; ab 1937 (auch) in Elyria OH. |
| Bernath                                   | Schweiz          | La Chaux de Fonds                            | 1945–1947; Neukarossierungen (Alfa Romeo, Citroën, Jaguar, Lancia, Talbot-Lago) |
| Bertelli                                  | UK               | Feltham                                      | 1924–1938; Sonderkarosserien (Alvis, Amilcar Rennwagen, Aston Martin, Atalanta, Bugatti T57, Frazer-Nash-BMW, Graham, Hudson, Lagonda Rapier, MG, Riley); Serienkarosserien in Handarbeit (Aston Martin) |
| Beutler                                   | Schweiz          | Thun                                         | 1943–ca. 1985; Sonderkarosserien (Austin, Bentley, BMW, Bristol, Bugatti, Citroën, Delahaye, FIAT, Healey, Jaguar, Jowett, Lancia, Maico, Packard, Porsche, Rolls-Royce, Salmson, SIMCA, VW), Replica Bugatti Type 35, Tuning. |
| Biddle & Smart                            | USA              | Amesbury MA                                  | 1882–1930; Sonder- resp. Serienkarosserien (Abbott, ALCo, Chalmers, Club, Dover, Essex, Haynes, Hudson, Lincoln, Marmon, Mercer, National, Packard, Peerless, Speedwell, White, Winton); Spezialist für Alu-Karosserien; Essex „Challenger“ Boattail Speedster |
| Billeter & Cartier                        | Frankreich       | Lyon                                         | Sonderkarosserien (Bugatti, Rochet-Schneider) |
| Binder                                    | Frankreich       | Paris                                        | ab etwa 1900; Sonderkarosserien bis 1945 (Bugatti, Hispano-Suiza, Rolls-Royce); kleidete einen Bugatti Type 41 Royale ein; als Binder-Jansen General-Motors-Vertretung bis mindestens 1978. |
| Binz                                      | Deutschland      | Lorch (Württemberg)                          | 1936–2019 Binz GmbH & Co. KG; anfangs Umbauten für Taxi und Lkw; Sonderaufbauten, vor allem KTW, Lkw-Fahrerhäuser, im 2. Weltkrieg auch Mannschaftstransportwagen; KTW, RTW, NEF, Bestattungsfahrzeuge, Stretch-Limousinen (Mercedes-Benz); 1991 Gründung des Standorts Ilmenau, der 2012 verselbstständigt wurde; 2019 Insolvenz; Binz-Logo in Grau |
| Binz                                      | Deutschland      | Ilmenau (Thüringen)                          | seit 1991, übernahm Produktion von KTW, RTW und NEF sowie mobilen Hospitälern, auch Einsatzfahrzeuge für Feuerwehr, Katastrophenschutz und Security (VW Transporter ab T4, Mercedes-Benz Sprinter, E-Klasse); seit 2012 vollständig getrennt von Binz-Lorch; Binz-Logo in Blau/Weiß |
| Bligh Bros.                               | UK               | Canterbury                                   | 1812–1974; zunächst vornehmlich Kutschen, nach dem Ersten Weltkrieg einzelne Sonderkarosserien für Aston Martin und Hispano Suiza; Karosserien für zwei oder drei Versionen des Chitty Bang Bang. |
| Blue Ribbon Body Company                  | USA              | Bridgeport CN                                | 1907–1950er Jahre; Autokarosserien 1917–1926; Werkskarosserien für Bartlett Electric, F.R.P./Porter und Locomobile; Sonderaufbauten für Cadillac, Packard, Franklin, Hupmobile; Traveler-Taxi; Bestattungsfahrzeuge, auch auf eigenem Fahrgestell, danach Reparaturwerkstatt; Anlagen 1927 übernommen von Holbrook-Brewster |
| Boano                                     | Italien          | Grugliasco b. Turin,                         | 1954–1957 Sonderkarosserien (Ferrari 250 GT) |
| Bohman                                    | USA              | Pasadena CA                                  | 1947–etwa 1993; Sonderkarosserien (Cadillac, Lincoln), Filmautos, Caravan, Busse |
| Bohman & Schwartz                         | USA              | Pasadena CA                                  | 1932–1947; Sonderkarosserien (Buick, Cadillac, Chrysler, Duesenberg, LaSalle, Rolls-Royce); auch „Woody“-Station-Wagon; Phantom Corsair |
| Boneschi                                  | Italien          | Cambiago                                     | ab 1919; Sonderkarosserien 1919–etwa 1970 (Lancia, Flaminia; Alfa Romeo, FIAT); danach übernommen von Savio (Fiat); Nutzfahrzeugkarosserien (Alfa Romeo, Fiat, IVECO, OM) |
| Bourack & de Costier                      | Frankreich       | Boulogne-Billancourt                         | in den 1920er und 1930er Jahren aktiv; Sonderkarosserien (Art-Déco) (Bugatti, Voisin) |
| Boyertown                                 | USA              | Boyertown PA                                 | 1872–1990; Kutschen, Serienbau (überwiegend Nutzfahrzeuge), Bestattungsfahrzeuge. |
| Brandone                                  | Frankreich       | Cannes                                       | 1923–1963; Sonderkarosserien, speziell Cabriolets (Alfa Romeo, Ballot, Citroën, Delahaye, Ford SAF, Hispano-Suiza, Minerva, Peugeot, Rolls-Royce, Talbot-Lago, Voisin) |
| Brainsby & Sons                           | UK               | Peterborough                                 | 1905–etwa 1929; Sonderkarosserien (Crossley, F.I.A.T., Hotchkiss, Minerva, Rolls-Royce) |
| Brainsby-Woollard                         | UK               | Peterborough                                 | ca. 1929–etwa 1936; Sonderkarosserien und Kleinserien (Bugatti T50, Alvis, Bentley, Lagonda, Rolls-Royce, Stutz); diese Aufträge wurden an Subunternehmer vergeben (Charles und Lancefield; letzterer nur Rolls-Royce) |
| Brewster                                  | USA              | Bridgeport CN                                | 1810–1937; Kutschenbau, Sonderkarosserien (Brewster, Buick, Cadillac, Crane-Simplex, Delaunay-Belleville, Duesenberg, Ford, Lanchester, Lincoln, Marmon, Packard, Panhard & Levassor, Pierce-Arrow, Renault, Rolls-Royce, Sunbeam); 1916–1925 auch Autohersteller; 1926–1935 Tochtergesellschaft von Rolls-Royce of America |
| Bridgeport Body Company                   | USA              | Bridgeport CN                                | 1910–1938; Sonderkarosserien (Crane-Simplex, Isotta Fraschini, Lincoln, Locomobile, Packard, Rolls-Royce uvm.) Werkskarosserien (Fox, Locomobile). Ging 1924 mit LeBaron Carossiers in LeBaron, Inc. auf und setzte danach die von LeBaron gezeichneten Entwürfe um. |
| Bridgeport Vehicle Company                | USA              | Bridgeport CN                                | 1906–1911; Sonderkarosserien, Werkskarosserien (Locomobile). |
| Briggs                                    | USA              | Detroit MI                                   | Briggs Manufacturing Company. 1909–1954; Serienkarosserien (Chrysler, Ford, Packard), Prototypen (Briggs Großraumlimousine, ca. 1937) |
| Briggs                                    | UK               | Dagenham                                     | Briggs Motor Bodies. Tochterunternehmen der amerikanischen Briggs Manufacturing Company. Serienkarosserien für Ford of Britain, Sonderkarosserien (Ford Y, Flying Standard; einige Rileys und Jowetts; 1953 übernommen von Ford UK) |
| Brissonneau & Lotz                        | Frankreich       | Nantes                                       | Karosseriewerk und Designbüro eines Herstellers von Rollmaterial für Eisenbahnen |
| Brooks-Ostruk                             | USA              | New York City NY                             | Sonderkarosserien |
| Broom                                     | UK               | London NW1                                   | ca. 1924–1929; Sonderkarosserien (Bentley, Delage, Hispano-Suiza, Invicta, Minerva); evtl. bis 1930 und mindestens ein Rolls-Royce Phantom II (#26GN) |
| Brown, Hughes & Strachan                  | UK               | London                                       | 1894–1916. Vor allem Omnibusaufbauten, daneben PKW-Karosserien für Aberdonia Cars. Nachfolger: Strachan & Brown (ab 1915) |
| Brunn                                     | USA              | Buffalo NY                                   | 1882–1932; Henry Brunn; Kutschen, Sonderkarosserien (Franklin, Lincoln, Packard, Peerless, Pennsylvania, Pierce-Arrow, Rolls-Royce); Elektroautos: Brunn Electric, Clark, Brunn-Clark, Lennox, Van Wagonner |
| Brunn & Company                           | USA              | Buffalo NY                                   | 1908–1941; Herman A. Brunn; Sonderkarosserien (Cadillac, Duesenberg, Hispano-Suiza, Lincoln, Packard, Pierce-Arrow, Reo, Rolls-Royce, Selden, Stearns-Knight, Thomas); Kleinserien (Buick Townmaster, Packard, Pierce-Arrow) |
| Budd                                      | USA              | Detroit MI                                   | 1912–1978; Pionier der Ganzstahlkarosserie: heute Sparte von Thyssenkrupp; Großserienbau für Pkw, Nutzfahrzeuge, Eisenbahnwaggons und Luftfahrt |
| Buhne                                     | Deutschland      | Berlin                                       | Sonderkarosserien |
| Burlington                                | UK               | London, später Coventry                      | ca. 1892–1962; anfänglich selbstständig, ab 1913 zu Siddeley-Deasy und ab 1919 zu Armstrong Siddeley gehörend; Lieferant von standardisierten Werkskarosserien |
| Burr                                      | USA              | New York City NY                             | ca. 1880–1916; Kutschenbauer; Sonderkarosserien ab 1897 (Benz, Struss); wurde um 1900 auch als Automobilhersteller gelistet. |
| Butlin                                    | UK               | Coventry                                     | 1932–etwa 1939; Auftragsarbeiten für Daimler und Lanchester, wenige Individualkarosserien |
| C...                                      |                  |                                              | |
| Caffrey                                   | USA              | Camden NJ                                    | Kutschen- und Karosseriebau (Electrobat 1894–1897, Biddle 1917) |
| Caffyns                                   | UK               | Eastbourne                                   | Maltby |
| Campagna                                  | Italien          |                                              | Sonderkarosserien (Ferrari) |
| Cann                                      | UK               | London, Camden Town                          | Sonderkarosserien (Rolls-Royce, Delaunay-Belleville), Kleinserien (Crossley) |
| Cantrell                                  | USA              | Huntington Station NY                        | 1905–1958; Serienkarosserien, v. a. für Nutzfahrzeuge; Spezialist für „Woody“-Kombis (Buick, Cadillac, Chevrolet, Chrysler, DeSoto, Dodge, Essex, Ford, Franklin, GMC, Graham-Paige, Hudson, International, LaSalle, Nash, Packard, Pierce-Arrow, Plymouth, Rolls-Royce, Studebaker, Terraplane, Willys, Wolverine) |
| Carat Duchatelet                          | Belgien          | Liège                                        | seit 1968; Sonderkarosserien (Rolls-Royce, Bentley, Mercedes-Benz, Maybach, Range Rover, Toyota); spezialisiert auf Panzerungen und Stretch-Limousinen, Cabrio-Umbauten, Kleinserien. |
| Carbodies                                 | UK               | Coventry                                     | 1919–1954 (1926–) (Klein-)Serienhersteller von Karosserien (Alvis, Austin inkl. leichte Nutzfahrzeuge und Taxis, Daimler, Ford UK, Hillman, Humber, Invicta, MG, Railton, Rover, Singer, Standard); Kombi-Umbauten (Humber, Singer, Triumph) |
| Carlton                                   | UK               | London, Shepherd’s Bush                      | 1926–1965; Sonderkarosserien bis 1939 (Bentley, Buick, Burney, Chrysler, Essex, Hispano-Suiza, Hotchkiss, Hudson, Humber, Oldsmobile, Pontiac, Rolls-Royce, Talbot). Subunternehmer für Connaught (Vauxhall) und Offord (Lagonda) |
| Carrier                                   | Frankreich       | Alecon                                       | 1880–2000; überwiegend Busse, auch Nutzfahrzeugaufbauten und Ambulanzen auf Pkw- und NF-Fahrgestellen (Renault) |
| Caruna                                    | Schweiz          | Spreitenbach                                 | Karosserie-Umbau (Buick, Cadillac, Chevrolet, Jaguar, Mercedes-Benz, Oldsmobile, Peugeot, Pontiac) |
| Casaro                                    | Italien          | Turin                                        | 1921–1958; ab 1949 Autocostruzioni Casaro; Sonderaufbauten für FIAT und Lancia, seit den 1930er Jahren zusätzlich und ab 1945 ausschließlich Aufbauten für Omnibusse; 1958 von Viberti übernommen |
| Castagna                                  | Italien          | Mailand                                      | Carrozzeria Carlo Castagna, 1849–1954; Sonderkarosserien (Ansaldo, Alfa Romeo, Daimler UK, Duesenberg, FIAT, Isotta Fraschini, Lancia, Mercedes-Benz, OTAV), Fahrzeugdesigner (Alfa Romeo, Aston Martin, Mini) |
| Castagna                                  | Italien          | Mailand                                      | Carrozzeria Emilio Castagna; 1940–1960; Sonderkarosserien v. a. für FIAT |
| Castagna Milano                           | Italien          | Mailand                                      | ab 1994; Designstudien auf Alfa-Romeo-Basis, individualisierte Umbauten von Mini- und Fiat-500-Fahrzeugen |
| Catarsi                                   | Italien          | Cecina                                       | ab 1961; primär Hersteller von Booten; ab 1966 einzelne Kunststoffkarosserien für Bizzarrini (GT 5300 und P 538) |
| Central Manufacturing                     | USA              | Connersville IN                              | 1898–1946; Sonderkarosserien (Cord, Duesenberg), Serienkarosserien (Apperson, Auburn, Cadillac, Cole, Cord, Davis, Durant, Elcar, Empire, Gardner, Greenville, Haynes, H.C.S., Howard, Lexington, Moon, National, Overland, Packard, Paige, Premier, Studebaker, Stutz, Westcott). Spezialist für Tonneaus mit Heckeinstieg, später für geschlossene Serienkarosserien. Nutzfahrzeugaufbauten (Pac-Age-Car), Armeeaufträge (GMC im 1. Weltkrieg, Willys MB im 2.); Karossierte u. a. den Duesenberg Mormon Meteor; gehörte zeitweilig zur Cord Corporation. |
| Cervi & Corna                             | Italien          | Brescia                                      | 1940er–1950er-Jahre; individuelle Umbauten von PKW in Nutzfahrzeuge; mindestens eine Barchetta-Karosserie für Stanga |
| Chalmer & Hoyer                           | UK               | Hamsworthy und Weybridge                     | 1921–1931; wenige Sonderkarosserien (Bentley); Spezialist für geschlossene Karosserien in Serie (Austin, MG, Morris, Wolseley); Markenname auch Hoyal; Weymann-Lizenz, Morris-Karosserien im Werk Hamsworthy; 1926: 120 Karosserien/Woche; auch Busse; nach Insolvenz: Inventar zur Gründung von Charles |
| Champion                                  | USA              | Owego NY                                     | 1888–1921; Kutschenbau; Serienkarosserien, überwiegend leichte Nutzfahrzeuge und Bestattungsfahrzeuge auf Pkw-Basis (Cadillac, Ford, Overland, Studebaker), Champion Electric Lieferwagen |
| Chappe et Gessalin                        | Frankreich       | Brie-Comte-Robert                            | 1932–1974; Sonderkarosserien (Delahaye, Talbot), Kleinserien (Renault 4 CV), Kleinserien mit Fiberglas-Karosserien (Alpine, Charles Deutsch/CD, Deutsch-Bonnet/DB, Renault Alpine; 1966–1974 eigener Sportwagen CG) |
| Chapron                                   | Frankreich       | Levallois-Perret                             | 1919–1985; Sonderkarosserien (Bugatti, Delage, Delahaye, Hispano-Suiza, Talbot), Umbauten (Citroën, Citroën SM, Peugeot), Ambulanzen |
| Charles                                   | UK               | London, Kew Gardens SW                       | 1932–?; Sonderkarosserien (Alvis, Chrysler, Citroën, Crossley, Daimler UK, Essex, Ford, Lagonda, Lanchester, Lancia, Riley, British Salmson, Singer, Squire, Stutz, Wolseley); Werkskarosserien für Railton; teilweise unter dem Markennamen Ranalah, Subunternehmer für Brainsby-Woollard (Alvis, Lagonda, Stutz) und Jarvis (Morris 10) |
| Charlesworth                              | UK               | Coventry                                     | Karosserie (Alvis, Armstrong-Siddeley, Bean, Bentley, Calcott, Daimler UK, Dawson, Hillman, MG, Minerva, Peugeot, Rolls-Royce, Singer, Sunbeam, Talbot); Prototypen (Invicta, Lea-Francis) |
| Chausson                                  | Frankreich       | Asnières-sur-Seine mit                       | 1907–etwa 1960 Industriebetrieb (Kühler); Pkw-Serienkarosserien (Chenard-Walcker, Ford France, Opel, Renault), v. a. aber Nutzfahrzeugaufbauten, Busse und Camper; 1947 Kleinwagenprototyp Chausson CHS; übernommen von Renault und in Saviem integriert |
| Checker                                   | USA              | Kalamazoo MI                                 | 1922–2010; Bekannt als Taxihersteller, auch Serienkarosserien (Checker, Commonwealth, Mogul), Limousinen, Airport-Limousinen, Ambulanzen, Spezialfahrzeuge für Gefangenentransport, Sonderfahrzeuge auf Pkw-Basis; nach 1982 Lieferant von Karosserieteilen für General Motors |
| Chupurdy                                  | USA              | New York City NY                             | 1912–1936; Sonderkarosserien 1912–etwa 1925 (Barbarino, Roamer), Auftragsarbeiten für den Designer J. Frank deCausse. Danach Neukarossierungen und Instandstellungen |
| Coachcraft                                | UK               | London, Hanwell                              | 1934–1946; kleinere Serien (bis 1939: Delage, Hudson, Railton, Rolls-Royce, Terraplane), im Zweiten Weltkrieg Komponenten für Schnellboote; 1946 umfirmiert in University Coachwork; einige Pkw-Karosserien bis 1950, danach Nutzfahrzeugaufbauten bis etwa 1965. |
| Cockshoot                                 | UK               | Manchester                                   | 1844–?; Sonderkarosserien 1903–1939 (Renault, Rolls-Royce, Velox), Serienkarosserien (RAF-Crossley); Ende 1970er als Lex Mead (Manchester) Ltd. Rolls-Royce Vertretung und Restaurierer |
| Coggiola                                  | Italien          | Beinasco                                     | ab 1966; anfänglich einzelne Entwürfe für SAAB (Sonett III) und Volvo, heute Prototypenbau |
| Cole                                      | UK               | London, Hammersmith                          | William Cole & Sons; vor 1900–etwa 1938; Sonderkarosserien (Rolls-Royce) |
| Coleman Milne                             | UK               | Bradshaw, Bolton                             | seit 1953; Stretch-Limousinen (Ford, Mercedes-Benz, Rolls-Royce), Bestattungsfahrzeuge |
| Cole & Woop                               | USA              | New York, Manhattan NY                       | 1899–1912; Sonderkarosserien (Ardslay, Pierce-Arrow); Cole & Woop Electric |
| Colli                                     | Italien          | Mailand                                      | 1931–1973; Zunächst Sportwagenkarosserien für Alfa Romeo, FIAT und Lancia; nach dem Zweiten Weltkrieg Werkvertrag mit Alfa Romeo für Sonderaufbauten, zuletzt insbesondere Kombis und Lieferwagen auf Alfa-Romeo-Giulia-Basis |
| Compton                                   | UK               | London, Hanwell                              | Coachcraft |
| Compton Sons & Terry                      | UK               | London, Merton                               | 1929–1930; Sonderkarosserien (Bugatti, Hispano-Suiza, Talbot); v. a. Kleinserien (frühe Wolseley Arrow); Nachfolger war Abbey Coachworks |
| Connaught                                 | UK               |                                              | 1770–1935; Kutschenbau, Sonderkarosserien 1907–1935 (Rolls-Royce, Vauxhall) |
| Cooper                                    | UK               | London, Shepherd’s Bush und Putney           | 1920er bis 1960er Jahre; vor allem Verwertung von Fremdkarosserien |
| Corna                                     | Italien          | Turin                                        | 1945 bis 1960er Jahre; Spezialist für Aluminiumkarosserien; vor allem als Subunternehmer für Zagato; Aufbauten für Abarth, Bandini und Intermeccanica |
| Corsica                                   | UK               | London, Cricklewood                          | Sonder- und Neukarosserierungen (Bentley, Bugatti, Daimler UK, Invicta, Isotta Fraschini, Mercedes-Benz) |
| Coune                                     | Belgien          | Brüssel                                      | 1962–1968; Coupés auf Basis des MGB-Roadsters; Cabriolets (zwei- und viersitzig) auf Basis des Volvo Amazon, Kombis auf Basis von BMW, Mercedes-Benz und Peugeot; Hardtops (MG, Auto Union, FIAT), F1-Rennwagen-Karosserie für die Equipe Nationale Belge (Emeryson-Maserati 1962) |
| Crane & Breed                             | USA              | Cincinnati OH                                | 1850–1973; Kutschen-, Fuhrwerk- und Sarghersteller. Gilt mit Cunningham als einer der Pioniere motorisierter Krankentransport- und Bestattungswagen; 1909–1912 eigene Fahrgestelle, danach überwiegend Winton und Reo; keine Aufbauten mehr nach 1928 |
| Creative Industries                       | USA              | Detroit MI                                   | 1950–1991; Kleinserien (Packard): Prototypen und Show cars (Buick, Dodge, Ford, Lincoln, Mercury, Packard); Pionier der Glasfaser-Karosserie (Chevrolet Corvette); optisches Tuning (Plymouth Superbird, Dodge Charger Daytona) |
| Croall                                    | UK               | Edinburgh                                    | ca. 1900–1934; ab 1908 Eigentümer von H.J. Mulliner; exklusive Sonderkarosserien vor allem für Rolls-Royce |
| Croall & Croall                           | UK               | Edinburgh                                    | ca. 1900–192; exklusive Sonderkarosserien (Armstrong-Siddeley, Bentley, Daimler UK, Rolls-Royce) |
| Crosbie & Dunn                            | UK               |                                              | 1927–1939; Sonderkarosserien (überwiegend auf Rolls-Royce) |
| Cross & Ellis                             | UK               | Coventry                                     | 1919–1938; Zulieferbetrieb für Alvis und Lea-Francis. |
| Cunard                                    | UK               | London, Putney                               | 1911–1925; gehörte ab 1919 zu Napier; Sonderkarosserien (Crossley, Napier, Sunbeam); übernommen von Weymann, Marke stillgelegt. |
| Cunard                                    | UK               | London, Acton                                | 1930–1935; Neuauflage; Sonderkarosserien (Rolls-Royce), Kleinserien (Morris, Rover, Wolseley); 1931 von Morris-Händler übernommen; ab 1935 Nutzfahrzeugaufbauten als Cunard Bodybuilding Co. |
| D...                                      |                  |                                              | |
| Darrin of Paris                           | USA              | Los Angeles CA                               | Howard A. Darrin; 1937–1939; Sonderkarosserien (Packard), Fahrzeugdesign (Ford, Packard) |
| De Villars                                | Frankreich       | Courbevoie-sur-Seine                         | Sonderkarosserien (Bugatti, Delage, Delahaye, UNIC) |
| Delaugère                                 | Frankreich       | Orléans                                      | 1840–1933; Autobau 1890–1926; Lkw-Bau 1913–1926; Sonderkarosserien; Werkskarosserien (Panhard & Levassor) |
| Demarest                                  | USA              | New York NY                                  | 1860–etwa 1930; Kutschenbau, Sonderkarosserien (American Singer, Benz, Crane-Simplex, Daimler UK, F.R.P., Hol-Tan, Itala, Locomobile, Packard, Panhard & Levassor, Peerless, Porter, Renault, Simplex) |
| Derham                                    | USA              | Rosemont PA                                  | 1887–1971; Kutschenbau, Sonderkarosserien (Duesenberg, Lincoln, Locomobile, Packard, Pierce-Arrow) |
| Deutsch                                   | Deutschland      | Köln-Braunsfeld                              | Sonder- und Serienkarosserien (Ford) |
| D’Ieteren                                 | Belgien          | Brüssel                                      | gegr. 1805; Kutschenbau, Sonderkarosserien (Bugatti, Delage, Delahaye, UNIC) bis etwa 1939, danach als Holding zeitweilig Alleinimporteur für Studebaker, VW und Porsche (1945), Volkswagen (1948) und Porsche (1950); heute Fahrzeugvertrieb, -vermietung und -glasreparatur sowie Einbau. |
| Dietrich                                  | Schweiz          | Basel                                        | 1914–?; Otto Dietrich. Sonderkarosserien (Rolls-Royce 40/50 HP Silver Ghost Landaulet-Coupé, Lancia) |
| Dietrich, Inc.                            | USA              | Detroit MI                                   | Sonder- und Serienkarosseriebau (z. B. Ford, Lincoln, Packard); Limousine für den US-Präsidenten Truman auf Lincoln Cosmopolitan (vgl. auch Raymond Dietrich) |
| Dörr & Schreck                            | Deutschland      | Frankfurt                                    | Sonderkarosserien (Maybach) |
| Drauz-Werke                               | Deutschland      | Heilbronn                                    | seit 1900; Kutschen-, Sonder- und Serienkarosserien (Adler, FIAT, Ford, NSU); heute ThyssenKrupp System Engineering |
| Drews                                     | Deutschland      | Wuppertal                                    | 1945–2001; bis etwa 1955 Drews-VW Sportcabriolet in Kleinserie (ca. 100–150 Exemplare); bis etwa 1960 einige Pkw-Einzelstücke, Rennsportwagen und Monopostos auf Basis von AFM, Alfa Romeo, DKW, Dyna-Veritas, Ford, Mercedes-Benz, Opel, Panhard, Scampolo, Veritas und VW |
| Driguet                                   | Frankreich       | Paris                                        | 1836–; gegründet als Stellmacherei in Saint-Florentin (Yonne); etwa 1900–1936 Karosseriebau in Paris; Sonderkarosserien (Delage, Hispano-Suiza, Panhard & Levassor), danach Nutzfahrzeuge |
| Drögmöller                                | Deutschland      | Heilbronn                                    | 1920–2005; Sonderkarosserien und Nutzfahrzeuge bis etwa 1930, danach überwiegend Busse (ab 1965 komplett), 1994 von Volvo übernommen. |
| Dubos                                     | Frankreich       | Puteaux                                      | Kleinserien für Talbot-Lago, Sonderkarosserien (Delage, Talbot-Lago, Voisin) |
| Duchatelet                                | Belgien          | Liège                                        | seit 1968 (vgl. Carat Duchatelet) |
| Dugarreau                                 | Frankreich       |                                              | Sonderkarosserien (Talbot Lago T26S Barchetta) |
| Dumas                                     | Frankreich       | Bordeaux                                     | 1922–?; Sonderkarosserien von Maurice Dumas (Citroën, Georges Roy, Bugatti) wahrscheinlich bis 1939. Das Unternehmen bestand noch Anfang der 2000er Jahre. |
| Duncan                                    | UK               | North Walsham, Norfolk                       | Kleinserien (Healey) |
| Duvivier                                  | Frankreich       | Levallois-Perret                             | Sonderkarosserien (Hispano-Suiza) |
| E...                                      |                  |                                              | |
| Earl Auto Works                           | USA              | Los Angeles CA                               | Sonderkarosserien (Cadillac, Packard, Pierce-Arrow); das Unternehmen gehörte Harley Earls Vater |
| Edag                                      | Deutschland      | Darmstadt                                    | Industriedesign, Karosseriebau unklar |
| EDO Competition                           | Deutschland      |                                              | Karosseriebau unklar |
| Egan                                      | Australien       | Geelong, Victoria                            | 1916–etwa 1935 Serienkarosserien (Ford of Australia); Egan Six (nur 2 Prototypen) |
| Elberg                                    | USA              | Kansas City KS                               | 1916–etwa 1935 Serienkarosserien |
| Elcar                                     | USA              | Elkhart IN                                   | 1916–etwa 1934; neben kompletten Automobilen der Marken Pratt, Pratt-Elkhart und Elcar auch Serienkarosserien für Ford und Dodge sowie Ambulanzaufbauten für die US Army im Ersten Weltkrieg; ab etwa 1930 auch Wohnwagen. |
| Ellena                                    | Italien          | Grugliasco b. Turin                          | 1957–1966 Nachfolger Carrozzeria Boano; Sonderkarosserien (Abarth, Alfa Romeo, Ferrari, Jaguar) |
| Elliott                                   | UK               | Caversham bei Reading, Berkshire             | Sonderkarosserien (FIAT, H.E., Voisin); 1946–1948 Pkw-Kleinserie Healey Elliott |
| Emmelmann Karosseriefabrik                | Deutschland      | Hannover                                     | 1896–1975; Aufbauten und ab den 1930er Jahren Buskarosserien (vor allem Büssing) |
| Erdmann & Rossi                           | Deutschland      | Berlin                                       | ab 1906; Sonderkarosseriebau bis 1949 (Alfa Romeo, Bentley, Bugatti, Hispano-Suiza, Horch, Isotta Fraschini, Mercedes-Benz, Minerva), übernahm 1933 Jos. Neuss |
| Eurostyle                                 | Italien          | Turin                                        | 1968–1973; Prototypen (Basis Fiat und VW-Porsche), Kleinserie (L.M.X.) |
| B. F. Everitt                             | USA              | Detroit MI                                   | 1899–1909; Serienkarosserien (Ford, Olds); US-Marktführer als Zulieferer (Polster), Innenausstatter, Lackierer im Serienbau; neu organisiert als Briggs Mfg. Co. |
| Everitt Brothers                          | USA              | Detroit MI                                   | 1912–1927; Serienkarosserien (Chalmers, Chevrolet, Essex, Rollin, Rickenbacker, Saxon). |
| F...                                      |                  |                                              | |
| Fageol                                    | USA              | Oakland CA                                   | Karosseriebau für Pkw und Lkw; wurde 1939 zu Peterbilt |
| Fageol                                    | USA              | Kent OH                                      | 1950er Jahre; Fageol Super Freighter Möbelwagen und Pony Express Delivery Van |
| Faget & Varnet                            | Frankreich       | Levallois                                    | Sonderkarosseriebau mit Stahlrahmen (Delahaye), 1948–1953 |
| Fantuzzi                                  | Italien          | Modena                                       | seit 1940; Sonder- und Rennsportkarosserien (AMS, De Tomaso, Ferrari, Maserati, Scuderia Serenissima, Techno); heute in 2. Generation Reparaturen und Restaurierungen |
| Faralli & Mazzanti                        | Italien          |                                              | Karosseriebau |
| Farina                                    | Italien          | Turin                                        | Stabilimenti Industriale Farina, auch Stabilimenti Farina. 1906–1953; Sonder- und Serienkarosserien, Design; einer der größten Karosseriehersteller Italiens der Zwischenkriegszeit; keine direkte Beziehung zu Pininfarina |
| Farnham & Nelson                          | USA              | Roslindale MA                                | Sonderkarosserien (Crane-Simplex, Locomobile, Packard); lange in Jamaica Plain MA |
| Felber Frères                             | Frankreich       | Paris                                        | ca. 1826–1940 Kutschenbauer, später Felber et Fils; Sonderkarosserien (bekannt sind Hispano-Suiza Cabriolet von 1931) |
| Fernandez & Darrin                        | Frankreich       | Boulogne-sur-Seine                           | 1932–1937; Sonderkarosserien (Bentley, Bugatti, Buick, Delage, Delahaye, Duesenberg, Hispano-Suiza, Isotta Fraschini, Maybach, Mercedes-Benz, Packard, Panhard, Renault, Rolls-Royce, Voisin); Designer war Howard A. Darrin |
| Fiandri e Malagoli                        | Italien          | Modena                                       | ab 1950, Karosseriebau von 1953 bis 1957; ausschließlich Aufbauten für Rennsportwagen von Maserati |
| Figoni                                    | Frankreich       | Boulogne-sur-Seine                           | 1919–1935; Giuseppe Figoni (1894–?) Sonderkarosserien (Alfa Romeo, Bugatti, Cadillac, Delage, Delahaye, Duesenberg, Panhard & Levassor, Renault); Rennwagen (Alfa Romeo 8C 2300 Le Mans 1932; Delahaye 138 Spéciale 48-Stunden Weltrekord 1934) |
| Figoni & Falaschi                         | Frankreich       | Boulogne-sur-Seine                           | 1935–1950er Jahre; Sonderkarosserien (Bugatti, Citroën, Delage, Delahaye, Renault, Rolls-Royce, SIMCA, Talbot-Lago); Erfinder des „Tear-Drop“-Stils (1936) |
| Fiol                                      | Spanien          | Barcelona                                    | 1914–?; Sonderkarosserien (Cadillac, Hispano-Suiza, Packard, Rolls-Royce) |
| Fioravanti SrI                            | Italien          | Moncalieri                                   | ab 1991, Prototypen des ehemaligen Chefdesigners des FIAT-Konzerns, Leonardo Fioravanti (Ferrari) |
| Fisher Body Co.                           | USA              | Detroit                                      | Großserienbau; 1922 teilweise zu General Motors, von dieser 1926 ganz übernommen. Führt auch Fleetwood als Marke. |
| Fisker Coachbuild LLC                     | USA              | Irvine CA                                    | seit 2005; das Unternehmen ist Teilhaber von Fisker Automotive, entwickelt das Design der Fisker-Automobile und fertigt Sonderausführungen für Pkw; auch für Dritte; Fisker Tramonto (Basis Mercedes-Benz SL) und Fisker Latigo CS (Basis BMW 6er) sollten in einer Auflage von je 150 Exemplaren gebaut werden, tatsächlich sind wohl deutlich weniger entstanden. |
| Fissore                                   | Italien          | Savigliano                                   | 1920–1984, Nutzfahrzeugkarosserien, Ambulanzen, Sonderkarosserien, Kleinserien (De Tomaso, DKW, FIAT, Monteverdi, OSCA, DKW-Vemag), Prototypen (Autobianchi, Opel, Alpine A310, TVR/Trident) |
| Flandrau                                  | USA              | New York City NY                             | 1910–1914; vorm. W. & A. S. Flandrau (1854–1859); A.S. Flandrau (1866–1869), A.S. Flandrau & Co. (1869–1874); Flandrau Motor Car Co. Kutschenbau (US-Präsidenten); Sonderkarosserien (Brasier, Renault), Serienbau (Taxis für E.V.C. und E.C.W.C.); Vertretung für Brasier in New York City. |
| FLM Panelcraft                            | UK               | London                                       | 1960–etwa 1979; spezialisiert auf Kombi-Umbauten (Aston Martin, Mercedes-Benz, Rolls-Royce, Rover), Jagdwagen (Range Rover), Sonderanfertigungen (Rolls-Royce, Austin FX4) |
| Fleetwood                                 | USA              | Detroit MI                                   | ab 1909; benannt nach dem ersten Standort Fleetwood PA; bis 1925 selbstständig mit Sonderkarosserien und Kleinserien (ALCO, American FIAT, Benz, Biddle, Chadwick, Crane-Simplex, Daniels, DaVinci, Doble, Duesenberg, Ford, Fox, FRP, Hispano-Suiza, Isotta Fraschini, Julian, Lafayette, Lancia, Lincoln, Locomobile, Minerva, Mercedes-Benz, Meteor, Owen Magnetic, Packard, Pierce-Arrow, Porter, Renault, Richelieu, Rolls-Royce, SGV, Simplex); 1920 wurden 80 % Packard, 10 % Pierce-Arrow, 5 % Cadillac und 5 % andere Chassis karossiert; 1925 Übernahme durch General Motors, 1930 Eingliederung in den GM-Konzern, 1931 Namensänderung.                                                                          |
| Fleetwood/Fisher Division                 | USA              | Detroit MI                                   | ab 1931; angegliedert an Fisher (Cadillac, LaSalle; vereinzelt Packard) |
| Flewitt Ltd.                              | UK               | Birmingham                                   | 1905–1957; Sonderkarosserien (Rolls-Royce) |
| Flint                                     | USA              | Flint MI                                     | 1881–1902 W.F. Stewart Co., Komponenten für Kutschen; 1902–1912 Serienkarosserien (Buick, Cadillac, Chevrolet, Dort, Flint, Oakland, Peerless); Zweigwerk in Bay City MI. |
| Floyd-Derham                              | USA              | Philadelphia PA                              | 1928–1929; Sonderkarosserien (Minerva, Isotta Fraschini). F-D scheiterte, nachdem ein Investor ausfiel. Philip Derham war der älteste Sohn des Derham-Gründers. Er arbeitete danach als Designer und Karosserieingenieur für Duesenberg und war am Sportwagenprojekt Aeronaut mit Ford V8-Technik beteiligt. |
| Fontana                                   | Italien          | Bassano del Grappa                           | Carrozzeria Baldassarre Fontana; 1891–1929, danach Neugründung als Fontana e Pietroboni (1929–1939) |
| Fontana                                   | Italien          | Padua                                        | Carrozzeria Paolo Fontana (1858–1980er Jahre); Einzelstücke auf Ferrari-Chassis 1949–1952; Leichtmetall-Hardtops für Lancia, FIAT u. a. |
| Fontana e Pietroboni                      | Italien          | Bassano del Grappa                           | 1929–1939; Nachfolger der Carrozzeria Baldassarre Fontana |
| Fontana Pietro                            | Italien          | Calolziocorte                                | Ab 1956; Anfänge als Zulieferer für Kleinteile, seit etwa 2000 Konstruktion und Fertigung kompletter Rohkarosserien für Ferrari (599, California, FF), McLaren Automotive und Rolls-Royce (Cullinan) |
| Franay                                    | Frankreich       | Levallois-Perret                             | Kutschenbau, danach Sonderkarosserien (Bentley, Citroën, Delage, Delahaye, Duesenberg, Hispano-Suiza, Packard, Rolls-Royce, Talbot-Lago) |
| Friary                                    | UK               | Old Windsor und Basingstoke                  | Kombiumbauten für Vauxhall (Velox, Cresta) und Ford of Britain (Anglia); enge Verbindung zu Abbott of Farnham |
| Freestone & Webb                          | UK               | London, Willesden                            | 1923–1958; Sonderkarosserien (Bentley, Rolls-Royce). Bekannt für 3-Positionen-Cabriolets und Sedanca Coupés; übernommen von Harold Radford Coachbuilders oder H.R. Owen Ltd., Swain Group |
| Frua                                      | Italien          |                                              | Carrozzeria Pietro Frua: 1944–1957; Sonderkarosserien und Kleinserien (FIAT, Maserati) |
| Frua                                      | Italien          |                                              | Studio Technico Pietro Frua: 1958–etwa 1980; Sonderkarosserien und Kleinserien (AC, Glas, Lamborghini, Lloyd, Maserati, Monteverdi) |
| Fuller                                    | UK               | Bath                                         | S. & A. Fuller Ltd.: 1737–1924; Kutschenbau; Sonderkarosserien 1898–1924 (Rolls-Royce) |
| G...                                      |                  |                                              | |
| Gaertner                                  | Deutschland      | Bremen                                       | 1912–1927; Serienkarosserien für Pkw und Nutzfahrzeuge von Hansa-Lloyd, die am Unternehmen beteiligt war |
| Gangloff                                  | Schweiz          | Genf                                         | Carosserie Georges Gangloff: 1878–1936; Sonderkarosserien und Kleinserien (Ansaldo, Bugatti, Hispano-Suiza, Isotta Fraschini, Martini, Mercedes-Benz, Minerva, Pic-Pic, Rolls-Royce, SAG, Voisin); Niederlassungen in Bern, Zürich und Colmar. Teile wurden als Carrosserie de Sécheron weitergeführt. |
| Gangloff                                  | Schweiz          | Lausanne                                     | John Gangloff & Cie: 1909–1912; Sonderkarosserien (Martini, Pic-Pic) |
| Gangloff                                  | Schweiz          | Bern                                         | 1928 neue Niederlassung der Carrosserie Georges Gangloff, 1929 deren Hauptsitz, 1936 Verkauf und Reorganisation als Neue Carrosserie Gangloff AG; einige Sonderaufbauten für Pkw bis etwa 1935 (Essex, FIAT, Hudson, Martini, Terraplane) und Lkw (Saurer), Omnibusse und O-Busse bis etwa 1980, dann Lkw-Aufbauten und -Anhänger; Tochtergesellschaft der Gangloff AG in Bern, die außerdem Seilbahnkabinen und Rollmaterial herstellt. Heute übernomman durch Calag Carrosserie Langenthal AG, welche sowohl den Bereich LKW Aufbauten als auch den Bereich Kabinenbau unter der Marke Calag weiterführt. |
| Gangloff                                  | Frankreich       | Colmar                                       | Carosserie Gangloff (Colmar): 1919–?; Pkw-Sonderaufbauten bis etwa 1955; ursprünglich Zweigbetrieb der Carrosserie Georges Gangloff (Genf, Bern, Zürich); Sonderkarosserien und Kleinserien (Bugatti); 1952–etwa 1965 Nutzfahrzeug- und Busaufbauten |
| Garavini                                  | Italien          | Turin                                        | 1914–1957; Sonderkarosserien (Alfa Romeo, FIAT, Isotta Fraschini, Itala, Lancia, OM), außerdem Ambulanzfahrzeuge. |
| Gaze                                      | UK               | London                                       | Ab 1920. Anfänglich Tischler und Raumausstatter, nach dem Zweiten Weltkrieg auch Bau einzelner Automobilkarosserien, vor allem Woodies für Alvis (TA 14) und Lea-Francis. |
| Goold                                     | USA              | Albany NY                                    | 1813–1951; angesehener Wagenbauer; produzierte den ersten Eisenbahnwaggon zum Personentransport in den USA sowie eine kleine Anzahl Lokomotiven und dampfbetriebene Schlepper. Goold war auch einer der ersten Karosseriebauer in den USA. |
| Gaston Grümmer                            | Frankreich       | Clichy                                       | 1924–1939; hochwertige individuelle Aufbauten für Hispano-Suiza, Lorraine-Dietrich, Panhard und Voisin |
| Geissberger                               | Schweiz          | Zürich                                       | 1903–1929; Sonderaufbauten für Pkw, insbesondere Martini und Saurer. Übernommen von Gangloff |
| Ghia                                      | Italien          | Turin                                        | gegr. 1915; Sonderkarosserien und (Klein-)Serien (Cadillac Brougham 1957/1958, Chrysler Specials, Dual-Ghia, Ferrari, FIAT, VW Karmann-Ghia); Prototypen, u. a. „Gilda“ Gasturbinenauto (1955); Ghia V200 und 630, Hersteller des Ghia 450 |
| Ghia-Aigle                                | Schweiz          | Aigle                                        | Sonderkarosserien; Chefdesigner Mario Felice Boano, Giovanni Michelotti und Pietro Frua |
| Gill                                      | UK               | London, Paddington                           | ca. 1910–1935; Sonderkarosserien ab 1914 (Rolls-Royce); teilweise parallel mit Tochtergesellschaft All Weather Bodies 1931–1955. |
| Gläser                                    | Deutschland      | Dresden                                      | 1864–1945; Sonderkarosserien und Kleinserien (Adler, Alfa Romeo, Aston Martin, Audi, Austro-Daimler, BMW, Bugatti, Buick, Cadillac, Chevrolet, Chrysler, Citroën, Dixi, Dux, Elite, Faun, Ford, Hanomag, Hansa, Hispano-Suiza, Hudson, Horch, Isotta Fraschini, Lancia, Lincoln, Marmon, Maybach, Mercedes-Benz, Minerva, Nacke, NSU-FIAT, Opel, Packard, Pilot, Presto, Protos, Röhr, Škoda, Steiger, Steyr, Stoewer, Wanderer); ab 1945 VEB Karosseriewerk Dresden (KWD) |
| Gläser                                    | Deutschland      | Ullerslicht                                  | 1945–1952; Sonderkarosserien und Kleinserien (Porsche 356, Porsche Typ 540 „America Roadster“) |
| Glasspar                                  | USA              | Santa Ana CA                                 | 1950–1969; Karosseriebau verkauft 1956; Pionier von GFK-Bootsrümpfen und -autokarosserien; weltweit erste Serienfertigung letzterer ab 1952 (Woodill Wildfire, Glasspar G-2, Kaiser-Darrin K-157); auch Universalkarosserien für Rennwagen, Kit Cars und für Kunden, die selber ein Auto bauen wollten. |
| Graber                                    | Schweiz          | Wichtrach BE                                 | Sonderkarosserien |
| Grandeur                                  | USA              | Pompano Beach FL                             | Cabrio-Umbau Toyota Celica; Veredelungen (Cadillac); baute einen Neo-Classic |
| Grogg                                     | Schweiz          | Langenthal BE                                | 1888–1929; Sonderkarosserien ab etwa 1914; Vorgänger von Carr. Langenthal. |
| Grosso e Vece                             | Italien          | Turin                                        | 1961–1967; Rohkarosserien für Vignale, Intermeccanica (Apollo 5000 GT) und Bizzarrini (GT 5300) |
| Grosvenor                                 | UK               | London, Kilburn                              | ca. 1910–1958; gehörte ab etwa 1919 einer Londoner Vauxhall-Vertretung; Sonderkarosserien (Hispano-Suiza), Kleinserien (Daimler, Essex, Hudson, Lanchester); Div. Vauxhall-Werkskarosserien ab 1929; 1932–1939 ausschließlich Vauxhall; 1956 Vauxhall Velox Kombi-Umbau. |
| Grümmer                                   | Frankreich       | Paris                                        | Établissements Grümmer, 1919–1933; Nachfolger des Kutschenherstellers Etablissements Morel; Zusammenarbeit vor allem mit Lorraine-Dietrich |
| Guilloré                                  | Frankreich       | Coubevoie-sur-Seine                          | Sonderkarosserien (Delage, Delahaye, Talbot-Lago) |
| Gurney Nutting                            | UK               | London, Chelsey                              | 1919–1953; Sonderkarosserien (Bentley, Rolls-Royce), Karosserien für Bluebird-Weltrekordfahrzeuge von Malcolm Campbell; 1945 verkauft an Jack Barclay Ltd.; kurze Zeit in Merton. |
| H...                                      |                  |                                              | |
| Hall Lewis                                | UK               | Park Royal                                   | ?; Eisenbahn-Rollmaterial, gelegentlich Sonderkarosserien im Depot Park Royal (Rolls-Royce) |
| Hamshaw                                   | UK               | Leicester                                    | 1865–etwa 1880 als Parr & Hamshaw; Kutschenbau; Sonderkarosserien 1907–1926 (Humber, Rolls-Royce, Sunbeam, Vauxhall, Wolseley); gleichzeitig Vertretung für Humber, Sunbeam, Vauxhall, Wolseley. Mit der Übernahme einer Morris-Vertretung 1925 wurde der Karosseriebau aufgegeben. 1982 von Mann Egerton übernommen. |
| Harrington                                | UK               | Hove                                         | Thomas Harrington Ltd.: 1898–1966; Kutschenbau; Sonderkarosserien ab 1905 (Austin, Austro-Daimler, Ballot, Beverley-Barnes, Bugatti, Delage, Lancia, Lorraine-Dietrich, Mercedes-Benz, Minerva, Rolls-Royce, Sunbeam, Talbot, Tatra). Weymann-Lizenz, Omnibusse (ca. 1918–1966); baute Dove GT und Harrington Alpine sowie Mini-Konversionen. |
| A. Harrison                               | UK               | Dewsbury                                     | ab 1906; Sonderkarosserien (Rolls-Royce, Minerva, Daimler) und Nutzfahrzeugaufbauten, später Krankenwagen unter dem Namen Universal Vehicle Group. |
| R. Harrison                               | UK               | London                                       | R. Harrison & Son: 1883–etwa 1930; Kutschenbau; Sonderkarosserien (Rolls-Royce); Nutzfahrzeugaufbauten. |
| Hartmann                                  | Schweiz          | Lausanne                                     | ca. 1927–1962; bekannt für einen Roadster-Aufbau auf Cadillac V16; Sonderkarosserien (Chevrolet, Delahaye, Dodge, Ford (USA), Graham, Graham-Paige, Hotchkiss, Humber, Isotta Fraschini, Mathis, Voisin); nach dem Krieg ist ein FIAT 1100 MM Spider (1960) bekannt. |
| Hayes                                     | USA              |                                              | Karosseriebaukonzern mit mehreren Unternehmen wie Hayes-Ionia Company; Serienkarosserien (Continental, De Vaux, Durant, Flint, Graham, Graham-Paige, Marmon, Reo, Star USA) |
| Healey                                    | USA              | New York City NY                             | Sonderkarosserien und Kleinserien (Simplex, Crane-Simplex, Christie, Cadillac, Falcon, Locomobile, Packard, Singer, Stevens-Duryea); Hersteller des Healey Electric. |
| Hebmüller                                 | Deutschland      | Wülfrath                                     | 1889–1952; ab 1919 Sonderkarosserien (Austro-Daimler, Borgward, DKW, Dürkopp, F.N.) und Serienkarosserien (FIAT, Ford, Körting, Opel, VW) |
| Henney                                    | USA              | Freeport IL                                  | Serienkarosserien; spezialisiert auf Ambulanzen, Bestattungsfahrzeuge, verlängerte Limousinen (Cadillac, Henney-Packard, Oldsmobile, Pierce-Arrow, Reo); Hersteller von Pkw und Taxis unter eigenem Namen; Elektroauto Henney Kilowatt |
| Hercules                                  | USA              | Evansville IN                                | 1905–1957; Serienkarosserien für Nutzfahrzeuge; auch spezialisiert auf „Woody“-Station-Wagon (Chevrolet, Packard u. a.); 1908 Hersteller des Sears-Highwheeler für Sears, Roebuck & Co. |
| Hercules-Campbell                         | USA              | Tarrytown & Waterloo NY                      | 1927–1957; Serienkarosserien für Nutzfahrzeuge; auch spezialisiert auf „Woody“-Station-Wagon; Kooperation mit Hercules |
| Hess                                      | Schweiz          | Bellach                                      | Pkw- und Nutzfahrzeugkarosserien |
| Heuliez                                   | Frankreich       | Cerizay                                      | Sonder- und Serienkarosserien, Ambulanzen, Bestattungsfahrzeuge, Industriedesign |
| HHH                                       | UK               | London-Finchley                              | ?–etwa 1930 Serienkarosserien (De Dion-Bouton für UK) |
| Hibbard & Darrin                          | Frankreich       | Paris                                        | 1923–1931; Sonderkarosserien (Cadillac, Delage, Duesenberg, Hispano-Suiza, Packard, Rolls-Royce); Vorgänger von Fernandez & Darrin; Designer Thomas L. Hibbard und Howard A. Darrin; 1929–1931 Niederlassung in New York City; patentiertes System Sylentlyte mit Karosserieelementen aus Alu-Paneelen. |
| Hincks & Johnson                          | USA              | Bridgeport CN                                | ?–1906; Kutschenbauer; Sonderkarosserien, Werkskarosserien (Locomobile); aufgelöst nach Brand; Neugründung als Bridgeport Vehicle Company. |
| Hofslageribolaget                         | Schweden         | Stockholm                                    | Sonderkarosserien (Packard, Rolls-Royce) |
| Holbrook                                  | USA              | Larchmont NY und New York City               | 1908–1930, ab Ende 1929 Gordon England Co. of America; Sonderaufbauten (Zaren von Russland und Rumänien), Werkskarosserien (Semi-Customs) v. a. Lincoln und Packard, auch Cadillac, Crane-Simplex, Fergus, F.R.P./Porter, Isotta Fraschini, King, LaFayette, Locomobile, Marmon, Mercer, Owen Magnetic, Phianna, Pierce-Arrow, Rolls-Royce, Ruxton, Simplex und (Palmer-)Singer. Holbrook war Spezialist for formelle geschlossene Aufbauten. |
| Holbrook                                  | UK               | Wolverhampton                                | Kleinserien (Alvis, Hillman, Lanchester, Singer, Standard, Wolseley) |
| Holbrook                                  | UK               | Coventry                                     | Sonderkarosserien (Bentley, Hillman); von Jaguar übernommen |
| H. F. Holbrook-Henry Brewster Corporation | USA              | Bridgeport CN                                | 1927–1928, Unternehmen von H. F. Holbrook und Henry Brewster; Sonderkarosserien (Bugatti, Mercedes-Benz) |
| Holcker-Elberg                            | USA              | Kanas City KS                                | ca. 1880–1916; Serienkarosserien; Holcker Bestattungsfahrzeuge |
| Hollick & Pratt                           | UK               | Coventry                                     | 1904 oder 1913–1923 als selbstständiges Unternehmen, danach Übernahme durch Morris Motor Company; Zulieferer v. a. für Morris, daneben auch für Riley und Hillman |
| Hooper                                    | UK               | London                                       | 1805–1959; Hoflieferant; Sonderkarosserien (Bentley, Daimler, Rolls-Royce); übernommen von BSA ca. 1944. |
| Hoyal                                     | UK               | Weybridge                                    | Chalmer & Hoyer |
| Hrček & Neugebauer                        | Tschechoslowakei |                                              | Karosseriebau, hauptsächlich Feuerwehrfahrzeuge |
| H & M                                     | USA              | Racine WI                                    | Serienkarosserien (Detroit Electric, Hupmobile, Mitchell) |
| I...                                      |                  |                                              | |
| Ihle                                      | Deutschland      | Bruchsal                                     | Sonderkarosserien, Kleinserien und Tuning (BMW, DKW, Ford Eifel) |
| Inskip                                    | USA              | New York City NY                             | Nachfolger von Brewster & Co.; Sonderkarosserien Rolls-Royce und Packard; ehem. Rolls-Royce-Vertragshändler für NYC; heute Vertretung von 13 Marken als Warwick Auto Mall |
| Introzzi                                  | Italien          | Como                                         | Carrozzeria Introzzi (1890–etwa 1965); Anhänger, Nutzfahrzeuge, einige individuelle Pkw-Karosserien in den Zwischenkriegsjahren für Lancia-Chassis, nach Kriegsende vor allem wieder Nutzfahrzeuge und Veredelungen von Serien-Pkw |
| Introzzi                                  | Italien          | Lipomo                                       | Officine Introzzi (1960–1995); Krankenwagen und sonstige Nutzfahrzeuge, standardisierte Aufbauten; vereinzelt Sonderserien für Pkw, z. B. FIAT 130 Kombi und Ritmo Villa d’Este; ab 1985 vor allem Panzerungen von Serienlimousinen |
| J...                                      |                  |                                              | |
| Jarvis                                    | UK               | London, Kilburn                              | Sonderkarosserien; Paddington, London und Kilburn. Das Werk wurde im Zweiten Weltkrieg zerstört. |
| Jarvis                                    | UK               | Wimbledon                                    | Sonderkarosserien und Kleinserien (Aston Martin, Austin 7, Bentley, Bugatti, Itala, OM, Rolls-Royce); Cabrio-Umbau für Morris Minor; übernommen von der Rolls-Royce Vertretung Mann Egerton. |
| Jarvis                                    | USA              | Grand Rapids MI                              | Möbel- und Küchenhersteller; Beschläge für Haushalte und Fahrzeuge, wenige Sonderkarosserien (Studebaker-„Woody“-Station-Wagon); 1946 von Doehler Die Casting Co., Batavia NY und Toledo OH übernommen; 1952 von National Lead Co. übernommen; 1981 als einer größten unabhängigen Aluminiumgießer von Harvard Industries übernommen; 1997 Insolvenz mit der HI-Gruppe. Doehler war vor dem Zweiten Weltkrieg Marktführer für Kühlerfiguren. |
| Jensen                                    | UK               | West Bromwich                                | 1935–1976; der bekannte Sportwagenhersteller fertigte auch Sonderkarosserien (bis 1939, Delage, Ford USA, MG, Star UK) und Kleinserien (bis 1967: Austin, Austin-Healey, Ford UK, Jensen, Jensen-Ford, Jensen-Healey, Lea-Francis, Morris, Standard, Wolseley) |
| Jonckheere                                | Belgien          | Roeselare-Beveren                            | Bushersteller; früher einige Sonderkarosserien für Pkw (unbelegt); gehört jetzt zur VDL Groep |
| Jones Brothers                            | UK               | London, Willesden                            | 1928–etwa 1960; in der Zwischenkriegszeit vor allem Taxiaufbauten für den Austin 12 und 12/4, nach dem Zweiten Weltkrieg Ambulanzen und Pick-Ups, außerdem Kleinserienbau (zuletzt Bristol 406) |
| Judkins                                   | USA              | Merrimac (West Amesbury) MS                  | 1857–1942; Kutschenbau und Sonderkarosserien (Lincoln, Packard, Pierce-Arrow); baute ab 1936 auch unter der Marke Sterling Diners |
| K...                                      |                  |                                              | |
| Karmann                                   | Deutschland      | Osnabrück                                    | Serienkarosserien, Auto-Design (VW) |
| Karosseriewerke Otto Kühn                 | Deutschland      | Halle (Saale)                                | 1920–1945; Hauptlieferant für Sonderkarosserien der Adam Opel AG |
| Keibl                                     | Österreich       | Wien III                                     | 1856–?; Sonderkarosserien (Austro-Daimler, Farman, Isotta Fraschini, Lancia, Locomobile, Mercedes-Benz, Peugeot, Steyr) |
| Kellner                                   | Deutschland      | Berlin                                       | Sonderkarosserien |
| Kellner Frères                            | Frankreich       | Paris                                        | Sonderkarosserien (Bugatti, Delage, Hispano-Suiza, Rolls-Royce) (Frankreich, Paris) |
| Kelsey Wheel Co., Body Division           | USA              | Memphis TN                                   | 1910–1923; Karosseriebauabteilung des Radherstellers |
| Kelsey Auto Body Co                       | USA              | Detroit MI                                   | [ 3 ] |
| Kelvin                                    | UK               | London                                       | 1924–1926-1965; Sonderkarosserien; umbenannt in Carlton |
| Keystone                                  | USA              | Reading PA                                   | 1890–1920; Kutschen, Fuhrwerke, ab 1907 Sonder- und Serienkarosserien in kleiner Auflage (Biddle, Daniels); übernommen von Daniels; kein Bezug zum Lkw-Hersteller Keystone Wagon Works in Philadelphia PA. |
| Kentucky Wagon                            | USA              | Louisville KYI                               | seit 1879; Kutschen- und Fuhrwerkbau, danach Hersteller von Pkw (Crown, Dixie Flyer, Hercules) und Lkw (Old Hickory, Urban Electric). Serienkarosserien (Ford T, TT; div. Holz-Kombis); heute Nutzfahrzeug-Anhängerbau als Kentucky Manufacturing Company. |
| Kimball                                   | USA              | Chicago IL                                   | 1847–1929; Kutschenbau, Sonderkarosserien (LaSalle, Packard); zuvor in Portland, Maine |
| Köng                                      | Schweiz          | Basel                                        | Sonderkarosserien (Bentley, Riley) |
| Kruse                                     | Deutschland      | Hamburg                                      | Kutschenbau, Karosserien (bis 1930); Pkw und Nutzfahrzeuge (1899–1909) |
| Kühlstein                                 | Deutschland      | Berlin-Charlottenburg                        | 1833–1926; Kutschenbau, Stellmacher, Karosserien; Elektroauto 1897–1902 |
| KWD                                       | Deutschland      | Dresden                                      | Gläser-Nachfolge 1945–1994: VEB Karosseriewerk Dresden (AWZ, IFA, Sachsenring, Wartburg); seit 1994 als Zulieferer privatisiert. |
| L...                                      |                  |                                              | |
| Labourdette                               | Frankreich       | Paris                                        | Sonderkarosserien (Abadal, Bugatti, Citroën, Delage, Delaunay-Belleville, Hispano-Suiza, Lancia, Mercedes, Mercedes-Benz, Panhard & Levassor, Peugeot, Renault, Rolls-Royce); Spezialität „Skiff“ |
| Lacre                                     | UK               | Welwyn Garden City (Herts.)                  | 1862–etwa 1961; Sonderkarosserien ab etwa 1902 (Albion, Lacre, Lanchester, Wolseley); Nutzfahrzeughersteller. |
| Ladbroke-Avon                             | UK               |                                              | 1980–1985; Umbauten (Jaguar XJ-S Cabriolet; XJ Kombi) |
| Lagache & Glaszmann                       | Frankreich       | Montrouge (Ile-de-France)                    | 1922–?; Sonderkarosserien; v. a. (Renn-)Sportwagen (Ballot, Bugatti, Chenard-Walcker, Delage, Peugeot); Weymann-Lizenz. André Lagache war Rennfahrer und LM-Sieger 1923. |
| LaGrande                                  | USA              | Connersville IN                              | Karosseriedesign für Auburn, Cord & Duesenberg, Label Walker-LaGrande |
| Lancefield                                | UK               | London W10                                   | 1921–etwa 1965; Sonderkarosserien bis 1948 (Alvis, Rolls-Royce Stutz); danach Komponenten |
| Langenthal                                | Schweiz          | Langenthal BE                                | 1929–2004 (heute Calag AG); Sonderkarosserien (speziell Cabriolets) 1929–1950 (Delahaye, Hispano-Suiza, Lancia, Hudson, Packard); übernahm 1930 die Zürcher Gangloff-Niederlassung; Kleinserien etwa 1947–1950 (Citroën, Lancia); Reisebus- und Nutzfahrzeugaufbauten; ab 1950 keine Pkw-Karosserien mehr. |
| Lavocat & Marsaud                         | Frankreich       | Boulogne                                     | 1920er, frühe 1930er Jahre; Sonderkarosserien; v. a. (Renn-)Sportwagen (Bugatti, Peugeot). Joseph Figoni hatte hier seine erste Anstellung. |
| Lawtons of Liverpool                      | UK               | Liverpool                                    | ca. 1870–1914; Kutschenbau; Sonderkarosserien ab 1901 (Rolls-Royce); reorganisiert als Lawton-Goodman |
| Lawton-Goodman Ltd.                       | UK               | Liverpool                                    | 1914–?; Sonderkarosserien (Rolls-Royce); Ende 1970er Jahre Bau von Anhängern und mobilen Verkaufsständen in London-Cricklewood |
| LeBaron                                   | USA              | New York City NY                             | 1920–1928; Sonderkarosserien (Cadillac, Chrysler Imperial, Crane-Simplex, Delage, Duesenberg, FIAT, Graham-Paige, Hispano-Suiza, Isotta Fraschini, Lafayette, Lincoln, Locomobile, Mercedes-Benz, Minerva, Packard, Peerless, Pierce-Arrow, Renault, Rolls-Royce, Stutz); Designbüro; 1932–1942 Tochterfirma von Briggs und Chrysler; Prototypen (Chrysler Thunderbolt, Packard Twelve Speedster), Entwurf von Serienkarosserien (Durant, Ford Modell A und V8, Graham-Paige); Ausstattungslinie bei Chrysler und Imperial, Modellreihe bei Chrysler. |
| LeBaron-Detroit                           | USA              | Detroit MI                                   | 1928–1930; vgl. oben |
| Lee                                       | USA              | Los Angeles CA                               | Sonderkarosserien (Cadillac) |
| Letourneur et Marchand                    | Frankreich       | Neuilly-sur-Seine                            | Sonderkarosserien (Delage, Packard) |
| Limousine Body                            | USA              | Kalamazoo MI                                 | 1913–1936 Nachfolger der Michigan Buggy Works, die den Michigan gebaut und karossiert hatten. Zunächst „Winterdächer“ (Hardtops) für offene Pkw, ab 1920 Spezialist für Kleinserien (Auburn, Barley, Cord, Gardner, Packard, Roamer); gehörte zeitweilig zur Cord Corporation. Sonderkarosserien (Cord, Duesenberg); Limousine Body und Union City Body Company bauten alle offenen Aufbauten für den Cord L-29. Nach 1933 Möbelproduktion in Connersville IN. |
| Locke                                     | USA              | Rochester NY                                 | Lange Zeit in NYC ansässig; Sonderkarosserien, Kleinserien (Lincoln, Hispano-Suiza, Packard) |
| Lomberg Auto Body                         | USA              | Joliet IL                                    | 1915–1920; Serienbau von Karosserien; Pionier von Taxiaufbauten (Commonwealth Mogul); übernommen von Morris Markin und in Checker integriert. |
| Ludwig Kathe & Sohn                       | Deutschland      | Halle (Saale)                                | 1833–1948; Erster deutscher Hersteller von allseits geschlossenen Limousinenkarosserien, Sonderkarosserien für Audi, DKW und Horch |
| M...                                      |                  |                                              | |
| Maddox                                    | UK               | Huntingdon                                   | ca. 1904–?; George Maddox & Sons (bis 1934), Archie Maddox (bis 1966), danach Maddox & Kirby Ltd. Ingenieure. Sonderkarosserien (Rolls-Royce) |
| Maltby                                    | UK               | Sandgate, Kent                               | Autobauer, Sonderkarosserien (Armstrong-Siddeley, BSA, Daimler, Lanchester, Riley, Wolseley), Nutzfahrzeughersteller, Nutzfahrzeugkarosserien; übernommen von Caffyns |
| Mann Egerton                              | UK               | Norwich                                      | 1898–1986; Industriekonzern (Engineering, Flugzeuge, Vertretungen u.v.m.); Sonderkarosserien 1901–1939 (Crossley, Rolls-Royce); Ambulanzen Austin K2, Nutzfahrzeugaufbauten und Anhänger bis etwa 1963; seit 1986 nur Automobilvertetungen; Rolls-Royce-Händler |
| Markham & Prance                          | UK               | ?                                            | um 1911 |
| Markin Auto Body                          | USA              | Joliet IL                                    | 1920–1922; Serienkarosserien (Commonwealth, Mogul, Checker Cab). Direkter Vorgänger von Checker Motors |
| Maron-Pot                                 | Frankreich       | Levallois-Perret                             | 1920er Jahre; Sonderkarosserien (Alfa-Romeo, Bugatti, Delahaye, Delage, Mathis). |
| Martin Walter                             | UK               | Folkestone                                   | 1916–1937 Karosseriebau; ab 1933 Lizenznehmer Gläser-Verdeckmechanismus als Wingham und Rye; 1937 Verkauf Karosseriebau an Abbey Coachworks, dort bis 1939 als Wingham Martin Walter. |
| Martin-Parry                              | USA              | Indianapolis IN                              | 1919–1930; entstand aus der Fusion von Martin Truck & Body mit Parry Manufacturing; Serienkarosserien für Pkw, Transporter und NF (Chevrolet, Ford, Overland, Pathfinder); auch „Woodies“; übernommen von GM, danach Karosseriewerk für Chevrolet Truck und GMC und zuletzt Chevrolet-Montagewerk. |
| Martin Truck & Body                       | USA              | York PA                                      | 1882–1919; Serienkarosserien für Pkw, Transporter und NF; fusionierte mit Parry Manufacturing. |
| Maudslay                                  | UK               | Alcester                                     | 1902–1954; der bekannte Autobauer fertigte nebenbei auch Karosserien (Maudslay, Rolls-Royce); ab 1948 Bestandteil der Associated Commercial Vehicles Group (ACV), die 1962 von Leyland Motors übernommen wurde. |
| Mayfair                                   | UK               | London, Kilburn                              | 1920-ca. 1972; Sonderkarosserien bis 1939 (Alvis, Bentley, Buick, Humber, Lagonda, Minerva, Rolls-Royce, Wolseley), Nutzfahrzeugkarosserien bis 1959; bis etwa 1972 Handel. |
| Maythorn                                  | UK               | Biggleswade, Bedfordshire                    | 1842–1931; Sonderkarosserien (Rolls-Royce) |
| Mead                                      | UK               | Dorridge, Solihull                           | 1947–1990er Jahre; zunächst Zweitverwerter älterer Tickford-Karosserien für Alvis-Chassis, später Einzelstücke (Lea-Francis, Bristol) und Kleinstserien (Marauder, Jowett Jupiter); ab Mite der 1950er Jahre Dienstleister für Abbey Panels |
| Mengel                                    | USA              | Louisville KY                                | um 1870–1958. Der Möbelhersteller und US-Marktführer für hölzerne Transportkisten produzierte auch Eisenbahnwaggons, Modellspielzeug, Serienkarosserien (Durant, Ford) und Komponenten dazu. Meritas-Lizenznehmer. |
| Meritas                                   | USA              | Freeport IL                                  | Karosserien aus Textil (Meritas) über Eschenholzrahmen; Zusammenarbeit mit Henney |
| Merrimac                                  | USA              | Merrimac MS                                  | 1920–1934; verbunden mit Judkins. Sonderkarosserien und Kleinserien (Du Pont, Flint, Franklin, Locomobile, Rolls-Royce of America), Prototypen (Indian). Lizenznehmer Meritas. |
| Michigan Body                             | USA              | Milford MI                                   | 1910er Jahre; die Michigan Body Co. war ein Ableger der Michigan Carriage Works; Sonderkarosserien für den Keys (1914) |
| Midland Motor Bodies                      | UK               | Coventry                                     | 1918–1931; eng mit der Familie Riley verbunden; Standardkarosserien für Riley. 1931 von Riley übernommen. |
| Miesen                                    | Deutschland      | Bonn                                         | seit 1870; Motorfahrzeugaufbauten ab 1905; Nutzfahrzeugaufbauten, Reisebusse (auch Sattelzugomnibusse), Bestattungsfahrzeuge, seit den 1930er Jahren zunehmend Ambulanzen; seit 1960 Marke Medimobil; auch Notarztwagen, Mobile Kliniken, Blutspendefahrzeuge u.v.m. |
| Milburn                                   | USA              | Toledo OH                                    | 1873–1923; Serienproduktion für Ford Modell T Van (1912) und Oldsmobile sowie Elektroautos |
| Million-Guiet                             | Frankreich       | Paris                                        | Sonderkarosserien (Hispano-Suiza) |
| Millspaugh & Irish                        | USA              | Indianapolis IN                              | 1913–1928; (v.a. geschlossene) Serienkarosserien (Anderson, Barley, Hanson, Kelsey, Lexington, Maibohm, Monroe, Moon, Premier, Stutz), Kleinserien (Dodge, Duesenberg), Taxis (Barley, Checker, Dodge, Kelsey, Pennant, Premier), Bestattungsfahrzeuge (Ford, Overland), Ersatzkarosserien (Dodge, Ford), Werbefahrzeuge (Dodge); 1925–1928 in Hamtramck MI; karossierte viele frühe Duesenberg Model A. |
| Mitchell-Bentley                          | USA              | Ionia MI                                     | 1953 aus Owosso Mfg. und Ionia Mfg. gebildet; Serienkarosserien, v. a. Station Wagon, Sonderanfertigungen, Fiberglas-Pionier (Glasspar, Corvette) |
| Morris                                    | UK               |                                              | (Healey) |
| Motor Bodies                              | UK               | Newcastle                                    | ?–etwa 1965; Sonderkarosserien (Alvis, Sunbeam); Nutzfahrzeugaufbauten: später auch Batley Coachworks |
| Motor Truck Bodies                        | USA              | Detroit MI                                   | 1912–1919; v. a. Aufbauten für Nutzfahrzeuge. 1915/1916 Speedster-Karosserien für Ford T. |
| Motor Car Industries                      | UK               | London, Kilburn                              | Serienkarosserien (Buick, Chevrolet, Ford, Hupmobile, Le Zèbre) |
| Motto                                     | Italien          | Turin                                        | Sonderkarosserien (Delahaye, Ferrari, Talbot-Lago) |
| Mühlbacher                                | Frankreich       | Paris                                        | Sonderkarosserien (C.G.V., Delaunay-Belleville, Renault, Rolls-Royce) |
| Mulliner (Arthur Mulliner)                | UK               | Northampton                                  | ca. 1760–1976; Kutschenbau; Sonderkarosserien bis 1939 (Bentley, Rolls-Royce); Kleinserie Wilson Electric Coupé; nach dem Zweiten Weltkrieg Nutzfahrzeugaufbauten; Ende der 1970er Jahre Chrysler-Händler |
| Mulliner (H. J. Mulliner)                 | UK               | London, Mayfair                              | 1901–1961; Sonderkarosserien (Bentley, Hispano-Suiza, Rolls-Royce); nach dem Zweiten Weltkrieg auch Nutzfahrzeugaufbauten; 1961 von Rolls-Royce übernommen. |
| Mulliners                                 | UK               | Birmingham                                   | Sonderkarosserien; gehörte zeitweilig Calthorpe |
| Mulliner Park Ward                        | UK               | London, Willesden                            | seit 1961; Sonderkarosserien bis 1967 (Alvis, Bentley, Rolls-Royce), Serienkarosserien (Beardmore Mk VII Paramount Taxi); danach Label und Bentley-Veredler |
| Murphy                                    | USA              | Pasadena CA                                  | 1920–1932; Sonderkarosserien (Bugatti, Buick, Cadillac, Cord, Doble, Duesenberg, Essex, Hudson, Lincoln, Mercedes-Benz, Mercer, Packard, Peerless, Rolls-Royce, Stutz); Kleinserien (Duesenberg, Essex, Hudson, Lincoln, Packard) |
| Murray                                    | USA              | Detroit MI                                   | 1913–1965; Serienkarosserien (Ford, Hupmobile, King, Marmon, Moon, Willys-Knight); zeitweilig Besitzer von LeBaron; einer der Hersteller von Ford-„Woody“-Station-Wagon. |
| Musigk & Haas                             | Deutschland      | Berlin                                       | |
| N...                                      |                  |                                              | |
| Neuss                                     | Deutschland      | Berlin-Halensee                              | 1857–1933; Kutschen und Sonderkarosserien; übernommen von Erdmann & Rossi |
| New Avon                                  | UK               | Warwick                                      | 1922–1937, Nachfolger der Avon Motor Body Company; Sonderkarosserien (Lanchester), Kleinserien (Austin, Hampton, Lea-Francis, Standard); 1937 reorganisiert als Avon Motor Bodies. |
| Newport Convertible Engineering           | USA              | Huntington Beach CA                          | seit 1983; Umbau von Limousinen in Cabriolets (Rolls-Royce, Mercedes-Benz, Ferrari, BMW, Cadillac, Chevrolet, Chrysler, Dodge, Ford, Honda, Jaguar, Lexus, Mazda, Nissan, Lamborghini, Porsche, Toyota, Tesla, Volvo u. a.) |
| Nordbergs                                 | Schweden         | Stockholm                                    | 1893/1901/1903–1959/1960; Sonderkarosserien (Packard, Rolls-Royce, Volvo), Ambulanzen |
| Norrington's                              | UK               | Folkestone                                   | Martin Walter Ltd. |
| Norrmalms                                 | Schweden         |                                              | Sonderkarosserien (Packard, Rolls-Royce) |
| O...                                      |                  |                                              | |
| OCRA                                      | Italien          | Turin                                        | Officina Costruzione Riparazione Autovetture, 1977–1990; Rohkarosserien für Bitter (SC), Bleche für Pininfarina, Prototypen und Einzelstücke (Nachbau des Monteverdi Hai 450); mit OPAC zusammengeführt |
| Offord                                    | UK               | London, Royal Mews                           | 1791–?; Kutschenbau, Hoflieferant, Sonderkarosserien seit 1895 oder 1896-1939 (Alvis, Buick, Chrysler, Packard, Stutz, Sunbeam, Talbot, Vauxhall); Kleinserien (Convertible sedan) für Ford und Chevrolet, Subunternehmer (Lagonda);; Ende 1970er Jahre noch Reparaturen und Restaurierungen. |
| OPAC                                      | Italien          | Turin                                        | seit 1986; anfänglich Überschneidungen mit OCRA; Rohkarosserien, Prototypen, Einzelstücke, teilweise als Subunternehmer. |
| Ostruk                                    | USA              | New York NY                                  | 1923–1932; Sonderkarosserien (Isotta Fraschini, Minerva, Peerless, Pierce-Arrow) |
| P...                                      |                  |                                              | |
| Page and Hunt                             | UK               | Farnham, Surrey                              | 1920–1929; Sonderkarosserien (europäische und US-Pkw) |
| Panelcraft                                | UK               | Birmingham-Woodgate                          | 1941–etwa 1955; Kleinserien (Nash-Healey, Alvis-Healey, Swallow Doretti) |
| Papler                                    | Deutschland      |                                              | Karosserien (Ford V8 und Rheinland Cabriolet) |
| Park Ward                                 | UK               | Willesden                                    | 1919–1961; Sonderkarosserien (Bentley, Bugatti, Daimler, MG, Rolls-Royce); 1938 übernommen von Rolls-Royce; 1961 Fusion mit H.J. Mulliner zu Mulliner Park Ward, seitdem Label und Bentley-Veredler; karossierte einen Bugatti Royale |
| Parry                                     | USA              | Indianapolis IN                              | 1919–1930; entstand aus einem der größten Wagenbauer der USA; Serien- und Nachrüstkarosserien für Ford T Pickups und Transporter; gleiche Leitung wie Parry, New Parry und Pathfinder Automobile, aber unabhängig, und NF; fusionierte mit Martin Truck & Body. |
| Pavesi                                    | Italien          | Mailand                                      | ab 1929; zuerst Bestattungswagen, später überwiegend gepanzerte Pkw und Umbauten; Sonderversionen (Ferrari, Maserati, De Tomaso), Kleinserien (De Tomaso) |
| Pennock                                   | Niederlande      | Den Haag                                     | Sonderkarosserien (Bentley, Bugatti, Delahaye, Healey) |
| Phillips                                  | USA              | Warren OH                                    | ca. 1880–1928; Kutschen- und Karosseriebau (frühe Packard), auch für Sterling-Knight |
| Pininfarina                               | Italien          |                                              | Sonder- und Serienkarosserien, Design |
| Plasswilm                                 | Deutschland      | Köln                                         | Kombiwagen für Ford Taunus G93A |
| Pritchard & Demollin                      | Belgien          | Angleur-Liège                                | Sonderkarosserien (Bugatti T43, T49) |
| Proctor-Keefe                             | USA              | Detroit MI                                   | 1919–1966; v. a. Aufbauten für Nutzfahrzeuge; im Pkw-Bereich Serienkarosserien (Chevrolet, Dodge, Ford, Graham), meist als Lieferwagen oder Station Wagon; Armeelieferant (Dodge), Lkw-Kabinen. |
| Pourtout Marcel                           | Frankreich       | Rueil-Malmaison                              | Sonderkarosserien (Delage, Panhard & Levassor, Peugeot Eclipse und Darl'mat) |
| Progressive Carriage                      | UK               | London, Kilburn                              | 1920–1929; Vorgänger von Mayfair |
| Proox Maurice                             | Frankreich       | Paris                                        | Sonderkarosserien (Packard) |
| Q...                                      |                  |                                              | |
| Quinby                                    | USA              | Newark NJ                                    | 1834–1917; Kutschenbau, Sonderkarosserien USA: (American C.G.V., American Fiat, American Mercedes, Crane-Simplex, Jennis, Locomobile, Lozier, Matheson, Packard, Pennsylvania, Pierce-Arrow, Scott, Simplex, Singer, Smith & Mabley, Wick); Europa: (Benz, Daimler, Decauville, FIAT, Isotta Fraschini, Lancia, Mercedes, Minerva, Panhard, Renault, Rolls-Royce); Hersteller des Quinby Electric. |
| R...                                      |                  |                                              | |
| Radford                                   | UK               | London                                       | 1950–1977; Sonderkarosserien (Aston Martin, Bentley, Rolls-Royce); Countryman Kombi-Umbauten, Veredelung von Mini. |
| Raine                                     | UK               | Spennymoor (Durham)                          | 1883–2001; vor allem Nutzfahrzeuge und Omnibusse, 1949 und 1950 auch einige Pkw-Karosserien auf Alvis-TA14-Chassis. |
| Ramseier & Jenzer                         | Schweiz          | Biel BE                                      | 1919–1989; Pkw-Aufbauten bis 1933, stets Karosserien für Nutzfahrzeuge u. v. a. Linien- und Reisebusse; übernahm Lauber & Fils in Nyon; zuletzt größter Schweizer Karosseriebauer. |
| Ranalah Ltd.                              | UK               | Merton, Surrey                               | John Charles & Co.; Sonderkarosserien Rolls-Royce (Alvis, Chrysler, Citroën, Crossley, Daimler UK, Essex, Ford, Lagonda, Lanchester, Lancia, Riley, British Salmson, Singer, Squire, Stutz, Wolseley); Werkskarosserien für Railton; Subunternehmer für Brainsby-Woollard (Alvis, Lagonda, Stutz) und Jarvis (Morris 10) |
| Reading Metal Body                        | USA              | Elyria OH                                    | 1904–?; benannt nach dem ersten Standort Reading PA; Vorläufer von Fleetwood; Nutzfahrzeugkarosserien, Sonder- und Kleinserienkarosserien (Chadwick, Duryea, Garford); 1909 von Garford übernommen. |
| Reinbolt & Christé                        | Schweiz          | Basel                                        | 1900–1959; Sonderkarosserien für französische und US-amerikanische Fahrgestelle, darunter Bugatti und Buick, nach dem Zweiten Weltkrieg auch Jaguar und Riley. |
| Reutter                                   | Deutschland      | Stuttgart                                    | 1906–1963; Sonderkarosserien (Adler, Ansaldo, Austro-Daimler, Benz, BMW, Bugatti, Buick, Cadillac, Citroën, Chrysler, Daimler (D), Daimler-Benz, Dixi, FIAT, Horch, LaSalle, Maybach, NSU, Opel, Porsche, VW), Serienkarosserien (Porsche, Wanderer, VW); Reutter ist das Stammhaus von Recaro |
| Richards                                  | Australien       | Adelaide, South Australia                    | 1885–1935 Wagenbauer, ab 1916 Serienkarosserien, ab 1928 (ab 1935 exklusiv) für Chrysler und Dodge of Australia; 1936 Beteiligung der Chrysler Dodge DeSoto Distributors (Australia) Pty. Ltd. (CDDD), 1941 Richards Industries; wurde 1951 mit CDDD von Chrysler Australia übernommen; 1936 erste Ganzstahlkarosserie in Australien |
| Rippon                                    | UK               | Huddersfield                                 | 1555–?; Kutschenbau, Sonderkarosserien (Bentley, Daimler, Delage, Lanchester, Minerva, Railton, Rolls-Royce); heute Appleyard Rippon |
| Rollson                                   | USA              | Plainview NY                                 | seit 1938; Sonderkarosserien (Duesenberg, Packard) |
| Rollston                                  | USA              | New York City NY                             | 1921–1938; Sonderkarosserien (Bugatti, Buick, Cadillac, Chrysler, Cord, Duesenberg, Ford, Hispano-Suiza, Lancia, Lincoln, Mercedes-Benz, Minerva, Packard, Peerless, Pierce-Arrow, Rolls-Royce, Stearns-Knight, Stutz); Vorgänger von Rollson |
| Rothschild                                | Frankreich       | Paris                                        | J. Rothschild & Fils, später Rothschild & Fils Rheims & Auscher Successeurs. 1840–1930. Sonderkarosserien (Clement-Talbot, Delaunay-Belleville, Panhard & Levassor) |
| Rothschild & Co.                          | USA              | New York City NY                             | 1906–1912; Sonderkarosserien |
| Rothschild-Seaman                         | USA              | Milwaukee WI                                 | 1910–1914; Lizenznehmer Rothschild & Co., New York |
| Rubay                                     | USA              | Cleveland OH                                 | 1916–1923; Sonder- und Serienkarosserien (Duesenberg, Franklin, H.A.L., Marmon, Pierce-Arrow, Templar, White) |
| Ruckstuhl                                 | Schweiz          | Luzern                                       | [ 16 ] |
| S...                                      |                  |                                              | |
| Sala                                      | Italien          | Mailand                                      | Sonderkarosserien (Isotta Fraschini) |
| Salmons & Sons                            | UK               | Newport Pagnell, Buckinghamshire             | 1940–? Sonderkarosserien und Kleinserien (Austin, Daimler, Humber, Land Rover, MG, Panhard & Levassor, Rolls-Royce, Vauxhall); patentierter Verdeckmechanismus; Cabrio-Umbauten; ehemals Salmons |
| Sargiotto                                 | Italien          | Nichelino                                    | 1962–1965; Prototypen und Einzelstücke, u. a. Lamborghini 350 GTV |
| San Remo                                  | USA              | Westlake Village CA                          | 1978–1981; Cabriolet-Umbauten (Cadillac Seville 1978–1981, Eldorado 1981) |
| Saoutchik                                 | Frankreich       | Neuilly b. Paris                             | Sonderkarosserien (Bentley, Berliet, Bucciali, Bugatti, Cadillac, Delahaye, Delage, Hispano-Suiza, Isotta Fraschini, Mercedes, Mercedes-Benz, Panhard & Levassor, Pegaso, Renault, Rolls-Royce, S.S. Jaguar, Talbot-Lago, Voisin) |
| Saturn                                    | Italien          | Cavallermaggiore                             | 1972–1991; nahezu ausschließlich Karosserieumbauarbeiten für Stutz Motor Car of America, daneben einzelne Prototypen und Kleinserien als Subunternehmer. |
| Savio                                     | Italien          | Moncalieri                                   | ab 1919; Sonderkarosserien (Alfa Romeo, FIAT, Isotta Fraschini, Itala, Lancia), Busse, Krankenwagen, gepanzerte Geldtransporter, Polizeifahrzeuge |
| Scaglietti                                | Italien          | Modena                                       | Karosseriewerk (Ferrari) |
| Schutte                                   | USA              | Lancaster PA                                 | 1910–1926; kleinerer Hersteller von Nutzfahrzeug- und Taxiaufbauten mit einer Abteilung von Sonderkarosserien (Argonne, Bentley, Cadillac, Franklin, Marmon, Oldsmobile, Packard, Pierce-Arrow, Rolls-Royce); auch Serienkarosserien (Argonne, Duesenberg) |
| Schutter & Van Bakel                      | Niederlande      | Amsterdam                                    | Sonderkarosserien (Lancia, Packard, Renault) |
| Seaman                                    | USA              | Milwaukee WI                                 | 1847–1936; ab 1919 bei Nash; Sonderkarosserien (Cadillac, Cole, Dorris, Locomobile, Lozier, Packard, Velie); Serienkarosserien (Case, Chalmers, Chicago Electric, Columbia Taxicab, Dorris, F.A.L., Franklin, F.W.D., Hudson, Jonas, King, Kissel, Lafayette, Locomobile, Lozier, Marmon, Mitchell, Moline, Moline-Knight, Oakland, Packard, Pierce-Racine, Rambler, Regal, Stevens-Duryea, Velie, Westcott); Winterdächer (Ford, Cadillac) |
| Sécheron                                  | Schweiz          | Genf-Sécheron                                | 1936–1967; Nachfolger Carrosserie Gangloff (Genf) |
| Serra                                     | Spanien          | Barcelona                                    | Sonderkarosserien für Hispano-Suiza und Pegaso |
| Sibona-Basano                             | Italien          | Turin                                        | 1962–1966; Sonderkarosserien auf SIMCA- und FIAT-Basis; Leichtmetall- und Kunststoffkarosserien in Kleinserie für Abarth-Sportwagen; Spyder-Einzelstücke für Bizzarrini; diverse Prototypen/Einzelstücke für Studebaker, Team Autonova und namhafte Designer (Exner: Mercer-Cobra) |
| Sindelfingen                              | Deutschland      | Sindelfingen                                 | seit 1915 reiner Karosseriebau 1926–1950; 1915–1925 Mercedes-Produktion; ab 1926 Sonderkarosserien, ab 1927 Serienkarosserien |
| C.T. Silver                               | USA              | New York City NY                             | 1912–1919; exklusive Markenvertretung mit eigener Sonderkarosserienfertigung; Kleinserien für Apperson, Chalmers, Dort, Kissel, Overland, Peerless, Willys, Willys-Knight; Silver Specials als Kooperation: Silver-Knight, Silver-Peerless, Silver-Apperson, Silver-Kissel. |
| Snutsel & Fils                            | Belgien          | Brüssel                                      | Individualaufbauten für Oberklassefahrgestelle, v. a. Rolls-Royce; Zwischenkriegsjahre |
| Sodomka                                   | Tschechoslowakei |                                              | Karosseriebau (Aero, Hispano-Suiza, Škoda, Tatra) |
| Southern                                  | UK               | London SW4                                   | 1938–?; Neukarossierungen im unteren Preissegment; über der alten Struktur (Rolls-Royce); Tochter von Coachcraft; im Werk wurden nach dem Zweiten Weltkrieg Allard gebaut; unklar, ob Southern Motor Co. 1946 wie Coachcraft an University verkauft oder eingestellt wurde |
| Spinnewyn                                 | Frankreich       | Tourcoing                                    | 1920er Jahre; individuelle Aufbauten für Bugatti und Hispano Suiza |
| Spohn                                     | Deutschland      | Ravensburg                                   | Sonderkarosserien, Kleinserien (Buick, Horch, Maybach); nach 1945 Reparaturbetrieb |
| Sports Cars                               | Italien          | Modena                                       | 1961–1973; Piero Drogo (1926–1973), Sonderkarosserien (Ferrari, Maserati); Ferrari 250 SWB „Breadvan“ |
| Stirling                                  | UK               | Granton (Edinburgh)                          | 1862–1897 als J. and C. Stirling Wagen- und Karosseriebau; 1897–etwa 1903 Motorfahrzeuge; Karosserien für Clement-Panhard, Daimler, De Dion-Bouton, Panhard & Levassor, Pennington, Stirling, Stirling-Panhard; auch Nutzfahrzeug-Aufbauten |
| Stile Italia                              | Italien          | Turin                                        | 1966–1970; Prototypen und Einzelstücke, vor allem Prototypen des Siva Sirio und zwei Bizzarrini GT 5300 Spyder |
| Stola                                     | Italien          | Turin                                        | |
| Studebaker                                | USA              | Chicago IL                                   | etwa 1890–1920; Zweigbetrieb der Studebaker Corp. für Serien- und Sonderkarosseriebau (Detroit Electric, EMF, Flanders, Flanders Electric, Studebaker, Studebaker Electric, Studebaker-Garford, Tincher), Taxis (E.V.C.), Bestattungsfahrzeuge (Studebaker) |
| Subalpina                                 | Italien          | Murello                                      | 1950er–1965 oder 1968. Subunternehmer für größere Karosseriehersteller, vor allem für Bertone, außerdem einige Karosserien für den Bizzarrini GT 5300. |
| Surbico                                   | UK               | Surbiton                                     | etwa 1920–1930; Einzelaufbauten für Bentley, Invicta und Wolseley |
| T...                                      |                  |                                              | |
| Thames                                    | UK               | London                                       | 1919–1921; Subunternehmen für Storey Motors |
| Thrupp & Maberly                          | UK               |                                              | Sonderkarosserien (Bentley, Rolls-Royce) |
| Tickford                                  | UK               | Newport Pagnell, Buckinghamshire             | 1940–?; Kleinserien (Alvis, Aston Martin, Daimler, Lagonda, MG); gehörte zur Rootes-Gruppe |
| Touring                                   | Italien          | Mailand                                      | 1926–1966; Sonderkarosserien und Prototypen, Kleinserien (Alfa Romeo, Aston Martin, Bentley, Isotta Fraschini, Lancia, Rolls-Royce); Fahrzeugdesign |
| Touring Superleggera                      | Italien          | Rho                                          | Seit 2006; Designstudio, Bau von Prototypen und Kleinstserienfahrzeugen auf Maserati- und Alfa-Romeo-Basis |
| Trippensee                                | USA              | Detroit MI                                   | ab 1897; Karosseriebau 1905–1922; Serienkarosserien (Buick, Ford); übernommen von Rickenbacker |
| Tüscher                                   | Schweiz          | Zürich                                       | 1909–?; Sonderkarosserien (Benz, FIAT, Isotta Fraschini, Packard, Rolls-Royce), Ambulanzen (Packard), bis mind. 1937, Busse |
| U...                                      |                  |                                              | |
| Union City                                | USA              | Union City IN                                | ab 1898, gehörte zur Cord Corporation; Serien (Apperson, Auburn, Chandler, Clark, Cord, Davis, Haynes, H.C.S., Lexington, National, Premier); Kleinserien und Einzelexemplare, z. T. Label LaGrande (Auburn, Cord, Duesenberg); heute Nutzfahrzeugaufbauten, z. T. Label UCBC, Uniweld (Busse, Schulbusse, Ford, Studebaker, White UPS-Truck) |
| United Body                               | USA              | Rahway NJ                                    | ca. 1917–1930er Jahre; Kleinserien (Locomobile, Richelieu); Einzelexemplare (Mercedes, Renault, Rolls-Royce). Später event. in Poughkeepsie NY; für kurze Zeit Muttergesellschaft der Richelieu Motor Co. |
| University                                | UK               | London, Hanwell                              | 1946; vorm. Coachcraft; kleinere Serien (bis ca. 1848; Lea-Francis, Railton); Einzelexemplare (Bristol, Railton); Nutzfahrzeugaufbauten bis ca. 1965 |
| V...                                      |                  |                                              | |
| Van den Plas                              | Belgien          | Brüssel                                      | ca. 1870–?; Sonderkarosserien (Packard, Rolls-Royce), zeitweilig einer der bedeutendsten Karossiers in Europa |
| Vanden Plas                               | UK               |                                              | Sonderkarosserien und Kleinserien (Alvis, Austin, Bentley, Sunbeam, Talbot); Weymann-Lizenznehmer; Autohersteller ab 1967 |
| Vanvooren                                 | Frankreich       | Courbevoie                                   | Sonderkarosserien (Alfa Romeo, Alvis, Bugatti, Cadillac, Delage, Delahaye, Hispano-Suiza, Mercedes-Benz, Rolls-Royce) |
| VEB Karosseriewerke Halle                 | DDR              | Halle (Saale)                                | Karosseriebau (IFA F 9, EMW 340, Wartburg 311/9 Kombi, Wartburg Tourist 353/9) Sonderkarosserien |
| Vesters & Neirinck                        | Belgien          | Lüttich, Brüssel                             | 1914–?; Sonderkarosserien vor allem für Bentley und Rolls-Royce |
| Vincents of Reading                       | UK               | Reading                                      | Sonderkarosserien |
| Gaston Vinet                              | Frankreich       | Courbevoie                                   | 1898–?; Sonderkarosserien (Berliet, Bugatti); Spezialist für Wechselaufbauten für Sommer- und Winterbetrieb. G. Vinet war auch Erfinder (abnehmbarer Felgenkranz, Bremsen, Achsen) und baute 1911–1914 auch einige Motorflugzeuge. |
| Viotti                                    | Italien          |                                              | Karosseriebau |
| Voll & Ruhrbeck                           | Deutschland      | Berlin                                       | Sonderkarosserien (Bentley, Horch, Maybach, Mercedes-Benz) |
| W...                                      |                  |                                              | |
| Wadham-Stringer                           | UK               | Waterlooville, Hampshire                     | ab 1961; überwiegend Omnibus- und Nutzfahrzeugaufbauten, auch Ambulanzen (Morris, Range Rover), Kleinbusse bis 18 Plätze (Morris), Omnibusse; Range Rover Cabrio-Umbau |
| Waldspurger + Bühlmann                    | Schweiz          | Mägenwil                                     | Karosseriebau, Kleinbusse, Schulbusse |
| Walker                                    | USA              | Merrimac MA                                  | Serienkarosseriebau |
| Walker                                    | USA              | Indianapolis IN                              | Sonder- und Serienkarosseriebau (Auburn, Cord, Duesenberg) |
| Walker-La Grande                          | USA              | Indianapolis IN                              | Sonderkarosseriebau (Auburn, Cord, Duesenberg) nach Entwürfen der Designabteilung der Cord Corporation |
| Waterhouse Company                        | USA              | Webster MA                                   | Sonderkarosserien (Marmon, Packard, Pierce-Arrow) |
| Watson                                    | UK               | Lovestoft, Suffolk                           | P.W. Watson & Sons: ?–1957; Sonderkarosserien (Rolls-Royce) |
| Weinberger                                | Deutschland      | München                                      | Sonderkarosserien (Bugatti Royale) |
| Weinberger                                | Deutschland      | München                                      | Karosseriefirma |
| Wendler                                   | Deutschland      | Reutlingen                                   | Karosseriefirma (Mercedes-Benz, VW) |
| Wenger                                    | Schweiz          | Basel                                        | ab 1919; Sonderkarosserien (Martini, Salmson, Sizaire), Kleinserien (Monteverdi); bis heute Nutzfahrzeugaufbauten und -ausstattungen, Karosserie- und Lackierwerk, Restaurierungen |
| Westland                                  | UK               | Westland, Hereford, Herefordshire            | Kleinserien (Healey) |
| Weymann                                   | Frankreich       | Paris                                        | 1923–1930; Produktion in Levallois-Perret; Sonderkarosserien (ohne Zuordnung herstellender Niederlassung: Bugatti inkl. 1 Type 41, Chaigneau-Brasier, Delage, Hotchkiss, Lancia, Martini, Mathis, Panhard, Rochet-Schneider, Steiger, Tatra, Voisin); Serienkarosserien Patent Weymann (FIAT, Voisin, Volvo PV4); Weymann hatte zudem ein System, mit dem Serienkarosserien einfach an Fahrgestelle verschiedener Hersteller angepasst werden konnten. Bekannte Weymann-Lizenznehmer: Gangloff (Schweiz), SIG, Seitz, Van den Plas. Die Karosserien der Le Mans Rennsportwagen Chrysler 75 (1929) und Stutz Black Hawk (1930) entstanden in Frankreich; Bentley verwendete Weymann-Lizenkarosserien von Vanden Plas.        |
| Weymann                                   | UK               | Addlestone, Surrey                           | 1923–1966; zunächst in den ehemaligen Anlagen von Cunard, Putney, London S.W., 1928 Umzug nach Addlestone, 1932 Joint-Venture Metro Cammell Weymann (MCW) mit Metropolitan Camell als Verkaufsorganisation für Busaufbauten; Weymann blieb aber als Unternehmen bestehen. Pkw-Sonderkarosserien (Lagonda, Lanchester, Rolls-Royce), Serienkarosserien (Beardmore Mk VII Paramount Taxi, Fiat, MG, Morris, Rover, Vauxhall). Mit der Schließung des Werks in Addlestone 1966 wurden die Marken Metro Cammell und Weymann zu Gunsten von MCW aufgegeben. Bekannte britische Weymann-Lizenznehmer: Charlesworth, Freestone & Webb, Gurney Nutting, Holbrook (UK), Arthur Mulliner, Park Ward, Rippon, Vanden Plas, James Young |
| Weymann                                   | Deutschland      | Köln                                         | 1924–1930; möglicherweise nur Lizenzagentur; bekannte deutsche Weymann-Lizenznehmer: Gläser, Kühlstein, Papler, Reutter |
| Weymann                                   | USA              | Indianapolis IN                              | 1926–1932; Sonderkarosserien (Duesenberg, Stutz), Serienkarosserien (Stutz); kooperierte mit Holbrook, einziger Lizenznehmer: Checker Cab |
| Whittingham & Mitchel                     | UK               | Fulham, London / Staines-upon-Thames, Surrey | 1931–etwa 1948, Serien- und Kleinserienfertigung für zahlreiche britische Automobilbauer und große Autohäuser, vor allem 2- und 4-sitzige Tourer auf Mittelklassechassis, selten Einzelstücke im Kundenauftrag auf Oberklassechassis |
| Wiederkehr                                | Frankreich       | Colmar                                       | ?–1930; Kutschenbau und Sonderkarosserien (Bugatti, Renault); 1930 von Gangloff (Colmar) übernommen |
| Wilkinson                                 | UK               |                                              | Sonderkarosserien (Renault, Rolls-Royce) |
| Willoughby, Owen & Co.                    | USA              | Utica NY                                     | |
| Willoughby                                | USA              | Utica NY                                     | Limousinen, Landaulets |
| Willowbrook                               | UK               | Loughborough, Leicestershire                 | vor allem Omnibusaufbauten, 1955 bis 1958 Karosserien für den Alvis TC 108/G; 1958 von Duple übernommen |
| Wilson                                    | USA              | Detroit MI                                   | 1873–1924; Pionier des Serienkarosseriebaus ab ca. 1901 (Cadillac, Elmore, Ford, Oldsmobile, Peerless, Thomas-Detroit); gehörte Barney F. Everitt; ging in der Murray Corporation auf. |
| Wilson                                    | USA              | Moline IL                                    | Serienkarosserien (Marmon, Yellow Cab Taxi) |
| Wilson                                    | Kanada           | Toronto                                      | Nutzfahrzeug-Aufbauten |
| Windovers                                 | UK               | Huntingdon und London                        | 1856–1956; Kutschenbau, Sonderkarosserien (Daimler, Rolls-Royce); Serienkarosserien (Beardmore Mk VII Paramount Taxi); Nutzfahrzeuge, vor allem Reisebusse. |
| Wingham Martin Walter                     | UK               | London, Hanwell                              | Abbey Coachworks |
| Wolfington                                | USA              | Philadelphia PA                              | ab 1870; Kutschen (Buggies und Broughams); ab Ende 1890er Automobilkarosserien, 1910 Alexander Wolfington, Son & Co. Hotelbusse, Nutzfahrzeug-Aufbauten (Cadillac/ACME, Packard, White), Bestattungsfahrzeuge, Ambulanzen, Busse (Six Wheel Co.), Sonderkarosserien für Floyd-Derham (Minerva, Isotta Fraschini); 1930–1932 eigene Sonderkarosserien (Duesenberg, Hispano-Suiza, Isotta Fraschini, Lincoln, Minerva); ab 1933 Wolfington Body Co.; Aufbauten für Schulbusse, ab 1971 Betreiber von Schulbus-Linien in Exton PA. |
| Woodall Nicholson                         | UK               | Halifax, West Yorkshire                      | 1873–1982; anfänglich komplette Neukarosserien, nach dem Zweiten Weltkrieg Konversionen in Bestattungsfahrzeuge und verlängerte Limousinen auf der Basis zumeist britischer Autos |
| Worblaufen                                | Schweiz          | Worblaufen BE                                | (F. Ramseier & Cie.); Sonderkarosserien (Alfa-Romeo, Bentley, BMW, Bugatti, Checker, Citroën, Delahaye, Isotta Fraschini, Jaguar, Lancia, Mercedes-Benz, Talbot-Lago) |
| Wright                                    | USA              | Moline IL                                    | Serienkarosserien (Moline-Knight, Pan American, R & V-Knight, Stearns-Knight, Velie); eigene Serie leichter Lkw auf Ford Model T und TT für reisende Verkäufer; Vorgänger der Moline Body Corp. und E. H. Wilson |
| Wylder                                    | UK               |                                              | 1923–1937; Sonderkarosserien (Rolls-Royce); reorganisiert als Alpe & Saunders (Coachbuilders) Ltd. |
| X...                                      |                  |                                              | |
| Y...                                      |                  |                                              | |
| Young                                     | UK               | Bromley                                      | 1863–1967; Sonderkarosserien (Alfa Romeo, Bentley, Bugatti, Rolls-Royce, Sunbeam, Talbot-Lago) |
| Z...                                      |                  |                                              | |
| Zagato                                    | Italien          | Rho                                          | ab 1919; Sonderkarosserien (Alfa Romeo, Aston Martin, FIAT, Ferrari, Lancia, Porsche, uvm.) und Kleinstserien; a 1990 auch Design-Studio |
| Zimmermann                                | USA              | Waupun WI                                    | 1866–1913; Serienkarosserien ab ca. 1901 (Bendix, Halladay, Holsman, Kissel). Ein Zimmermann-Automobil wurde 1908 angekündigt, ist aber nicht nachweisbar. Kein Bezug zu Zimmerman in Auburn. |

## Hinweise zur Sortierbarkeit und der manuellen Suche
Es besteht die Möglichkeit, mehrere Sortierungen nacheinander durchzuführen. Die Sortierung z. B. erst nach Ort und dann nach Staat bewirkt, dass die Tabelle nach Staaten und innerhalb der Staaten nach Orten sortiert wird.
Anhand des Inhaltsverzeichnisses oberhalb der Tabelle kann man direkt zu einem Anfangsbuchstaben springen. Der Sprung erfolgt immer zum erstmaligen bzw. letztmaligen Auftreten des Anfangsbuchstabens in der zuletzt sortierten Spalte. Alternativ kann man mit einer Suche nach einem Anfangsbuchstaben und drei Punkten zur entsprechenden Trennzeile in der Tabelle springen.

### Karosseriebau
- George Hildebrand (Hrsg.): The Golden Age of the Luxury Car – An Anthology of Articles and Photographs from Autobody, 1927–1931; Dover Publications, Inc.; 1980, ISBN 0-486-23984-5 (englisch)
- Hugo Pfau: The Coachbuilt Packard; Dalton-Watson Ltd. London / Motorbooks International Minneapolis 1973, ISBN 0-901564-10-9 (englisch)
- Lawrence Dalton: Those Elegant Rolls-Royce; überarbeitete Auflage (1978), Dalton-Watson Ltd., Publishers, London, England (englisch)
- Lawrence Dalton: Rolls-Royce – The Elegance Continues; überarbeitete Auflage (1977) Dalton-Watson Ltd., Publishers, London, England, ISBN 0-901564-05-2 (englisch)
- Nick Walker: A–Z of British Coachbuilders, 1919–1960. Bay View Books, Bideford 1997, ISBN 1-870979-93-1 (englisch)

### Weltweit
- Harald H. Linz, Halwart Schrader: Die Internationale Automobil-Enzyklopädie. United Soft Media Verlag, München 2008, ISBN 978-3-8032-9876-8.
- George Nick Georgano (Chefredakteur): The Beaulieu Encyclopedia of the Automobile. Volume 1: A–F. Fitzroy Dearborn Publishers, Chicago 2001, ISBN 1-57958-293-1. (englisch)
- George Nick Georgano (Chefredakteur): The Beaulieu Encyclopedia of the Automobile. Volume 2: G–O. Fitzroy Dearborn Publishers, Chicago 2001, ISBN 1-57958-293-1 (englisch)
- George Nick Georgano (Chefredakteur): The Beaulieu Encyclopedia of the Automobile. Volume 3: P–Z. Fitzroy Dearborn Publishers, Chicago 2001, ISBN 1-57958-293-1 (englisch)
- George Nick Georgano: Autos. Encyclopédie complète. 1885 à nos jours. Courtille, Paris 1975 (französisch)
- George Nick Georgano: The New Encyclopedia of Motorcars, 1885 to the Present. 3. Auflage. Dutton Verlag, New York 1982, ISBN 0-525-93254-2 (englisch)
- David Burgess Wise: The New Illustrated Encyclopedia of Automobiles. Greenwich Editions, London 2004, ISBN 0-86288-258-3 (englisch)
- Marián Šuman-Hreblay: Automobile Manufacturers Worldwide Registry. McFarland & Company, Inc., Publishers, London 2000, ISBN 0-7864-0972-X (englisch)
- Tony Davis: Aussie Cars. Marque Publishing Co., Hustville, NSW, Australia, 1987, ISBN 0-947079-01-7 (englisch)

### Regional oder markenspezifisch eingegrenzt
- James Taylor: A-Z of European Coachbuilders, 1919–2000. Herridge & Sons Ltd, Lower Forda, Shebbear, Beworthy, Devon EX21 SSY, 2017, ISBN 978-1-906133-78-8.
- Serge Bellu: La Carrosserie Française: du Style au Design; Verlag E-T-A-I (Éditions Techniques pour l'Automobile et l'Industrie), 2007, ISBN 978-2-7268-8716-5; gebundene Ausgabe (französisch)
- Richard S. Adatto und Diana E. Meredith: Delage Styling and Design: La Belle Voiture Francaise. Dalton Watson Fine Books, 2005, ISBN 1-85443-204-4 (englisch, mit Kurzporträts von Chapron, Pourtout, de Villars, Figoni & Falaschi, Fernandez & Darrin, A. Guilloré, Franay und Letourneur et Marchand)
- Johnny Green: The Legendary Hispano Suiza. Dalton Watson (November 1977), ISBN 0-901564-21-4, ISBN 978-0-901564-21-4.
- R. M. Clarke: Hispano Suiza – Road Test Portfolio. Brooklands Books, Velocepress 2011, ISBN 978-1-58850-160-8.
- David Culshaw, Peter Horrobin: The Complete Catalogue of British Cars 1895–1975. Veloce Publishing, Dorchester 1997, ISBN 1-874105-93-6 (englisch)
- Jan Lammerse: Autodesign in Nederland. Waanders Uitgevers, Zwolle 1993, ISBN 90-6630-372-7 (niederländisch)
- Yvette Kupélian, Jacques Kupélian, Jacques Sirtaine: Histoire de l’automobile belge. Paul Legrain, Brüssel, ISBN 2-87057-001-5 und e.p.a., Paris, ISBN 2-85120-090-9 (französisch)
- Beverly Rae Kimes (Hrsg.), Henry Austin Clark jr.: The Standard Catalog of American Cars 1805–1942. Krause Publications, Iola WI, 1985, ISBN 0-87341-111-0 (englisch)
- Beverly Rae Kimes (Hrsg.), Henry Austin Clark jr.: Standard Catalog of American Cars 1805–1942. Krause Publications, Iola WI, 1996, 0-87341-428-4 (englisch)
- Nick Georgano, Nicky Wright (Fotos): Art of the American Automobile. Prion Books Ltd, 1995, ISBN 1-85375-163-4 (englisch)
- Nick Georgano, Nicky Wright (Fotos): The American Automobile: A Centenary, 1893–1993. Neuauflage (1993), Smithmark Publishers, New York, ISBN 3-613-01549-8 (englisch)
- John Gunnell (Hrsg.): Standard Catalog of American Cars 1946–1975. Krause Publications, Iola WI, 2002, ISBN 0-87349-461-X (englisch, CD-Rom/PDF)
- Tad Burness: Automobile in Amerika. 1920–1980. Schrader Verlag, Suderburg-Hösseringen, 1990, ISBN 3-922617-71-9.

### Weitere
- Richard J. Evans: Steam Cars (Shire Album). Shire Publications, 1985, ISBN 0-85263-774-8 (englisch)
- Olaf von Fersen (Hrsg.): Ein Jahrhundert Automobiltechnik. Personenwagen. VDI-Verlag, 1986, ISBN 3-18-400620-4.
- Hans Christoph von Seherr-Thoss: Dictionary of famous personalities in the automobile World. Ivy House Publishing, Raleigh NC, USA, 2005, ISBN 1-57197-333-8 (englisch)